# Elezioni parlamentari negli Stati Uniti d'America del 2024
Le elezioni parlamentari negli Stati Uniti d'America del 2024 si sono tenute il 5 novembre per l'elezione del 119º Congresso degli Stati Uniti d'America, insieme alle elezioni presidenziali e a quelle governatoriali. Sono stati sottoposti ad elezione tutti i 435 seggi della Camera dei rappresentanti e i 33 seggi del Senato appartenenti alla classe 1, oltre ad una elezione speciale per un seggio di classe 2. 
I repubblicani hanno conquistato il controllo del Senato e hanno mantenuto una risicata maggioranza alla Camera, ottenendo il controllo sia del ramo esecutivo, tramite le elezioni presidenziali, che di entrambe le camere del ramo legislativo per la prima volta dalle elezioni del 2016.
Con 53 seggi al Senato, i repubblicani ne hanno ottenuto il controllo, rovesciando la situazione nella Virginia Occidentale, in cui non si era ripresentato Joe Manchin, e sconfiggendo i democratici in carica nel Montana, nell'Ohio e in Pennsylvania, con tutti i repubblicani in carica che hanno ottenuto la ri-elezione.
Alla Camera le elezioni sono state ritenute fin dall'inizio molto combattute, con le previsioni che evidenziavano uno scarto inferiore a cinque seggi tra i due partiti; la maggioranza mantenuta dai repubblicani guidati da di 220 rappresenta la più debole sin dalle elezioni del 1930, nonostante i 4 milioni di margine ottenuti dai repubblicani, il 2,6%. I democratici hanno conquistato un seggio in più strappandolo ai repubblicani, con il minore scambio netto di seggi nella storia della Camera dei rappresentanti. La maggioranza è stata decisa per poco più di 7 000 voti in tre distretti congressuali (il 1° dell'Iowa, l'8° del Colorado e il 7° della Pennsylvania).
Nonostante la buona performance democratica, i repubblicani hanno ottenuto la maggioranza dei distretti congressuali in 30 stati, mentre i democratici hanno ottenuto la maggioranza dei distretti in 18 stati; due stati, Colorado e Minnesota, hanno eletto una delegazione esattamente divisa tra i due partiti. In queste elezioni è stata eletta per la prima volta un membro apertamente transgender al Congresso, Sarah McBride del Delaware.

## Senato
Prima delle elezioni, il Partito Democratico deteneva 20 dei 35 seggi soggetti ad elezione, mentre il Partito Repubblicano ne contava 11. Vi erano inoltre 4 senatori che, pur facendo parte del gruppo parlamentare Democratico, si dichiaravano indipendenti in quanto non iscritti a nessun partito. In totale, il gruppo parlamentare Democratico deteneva 51 seggi su 100, mentre i repubblicani ne avevano 49.
A seguito delle elezioni, i repubblicani hanno ottenuto il controllo del Senato, aggiudicandosi 4 seggi in precedenza appartenuti ai democratici.

### Livello federale
| Partiti | Partiti      | Voti        | %      | Seggi        | Seggi    | Seggi    | Seggi         | Seggi   |  |
| Partiti | Partiti      | Voti        | %      | Pre elezioni | In palio | Ottenuti | Post elezioni | +/-     |  |
| ------- | ------------ | ----------- | ------ | ------------ | -------- | -------- | ------------- | ------- |  |
|         | Repubblicano | 54 402 264  | 47,72% | 49           | 11       | 15       | 53            | 4       |  |
|         | Democratico  | 55 934 581  | 49,07% | 47           | 19       | 17       | 45            | 2       |  |
|         | Indipendenti | 1 302 089   | 1,14%  | 4            | 4        | 2        | 2             | 2       |  |
|         | Libertario   | 982 556     | 0,86%  | 0            | 0        | 0        | 0             | Stabile |  |
|         | Verde        | 291 834     | 0,26%  | 0            | 0        | 0        | 0             | Stabile |  |
|         | Costituzione | 64 984      | 0,06%  | 0            | 0        | 0        | 0             | Stabile |  |
|         | Altri        | 1 019 871   | 0,90%  | 0            | 0        | 0        | 0             | Stabile |  |
|         |              |             |        |              |          |          |               |         |  |
| Totale  | Totale       | 113 998 179 | 100,00 | 100          | 34       | 34       | 100           | Stabile |  |

### Dettaglio per stato
Di seguito il riepilogo delle elezioni relative ai 33 seggi del Senato:
| Stato                | Senatore uscente       | Senatore uscente           | Democratici                    | Repubblicani                                                                                                | Altri | Senatore eletto        | Senatore eletto          |
| -------------------- | ---------------------- | -------------------------- | ------------------------------ | --- | --- | ---------------------- | ------------------------ |
| Arizona              |                        | Kyrsten Sinema (I)         | Ruben Gallego - 50,1%          | Kari Lake - 47,7%                                                                                           | Eduardo Heredia-Quintana (V) - 2,3%                                                                                               |                        | Ruben Gallego (D)        |
| California           |                        | Laphonza Butler (D)        | Adam Schiff - 59,0%            | Steve Garvey - 41,0%                                                                                        | - | Adam Schiff (D)        |                          |
| Connecticut          | Chris Murphy (D)       | Chris Murphy - 58,6%       | Matthew Corey - 39,7%          | Robert F. Hyde (I) - 0,9% Justin Paglino (V) - 0,8%                                                         | Chris Murphy (D) |                        |                          |
| Dakota del Nord      |                        | Kevin Cramer (R)           | Katrina Christiansen - 33,5%   | Kevin Cramer - 66,5%                                                                                        | - |                        | Kevin Cramer (R)         |
| Delaware             |                        | Thomas Carper (D)          | Lisa Blunt Rochester - 56,6%   | Eric Hansen - 39,5%                                                                                         | Michael Katz (I) - 3,9% |                        | Lisa Blunt Rochester (D) |
| Florida              |                        | Rick Scott (R)             | Debbie Mucarsel-Powell - 42,8% | Rick Scott - 55,6%                                                                                          | Ben Everidge (I) - 0,6% Feena Bonoan (L) - 0,5% Tuan Nguyen (I) - 0,5%                                                            |                        | Rick Scott (R)           |
| Hawaii               |                        | Mazie Hirono (D)           | Mazie Hirono - 64,6%           | Bob McDermott - 31,9%                                                                                       | Shelby Billionaire - 1,8% Emma Pohlman (V) - 1,7%                                                                                 |                        | Mazie Hirono (D)         |
| Indiana              |                        | Mike Braun (R)             | Valerie McCray - 38,8%         | Jim Banks - 58,7%                                                                                           | Andy Horning (L) - 2,6% |                        | Jim Banks (R)            |
| Maine                |                        | Angus King (I)             | David Costello - 10,6%         | Demitroula Kouzounas - 34,6%                                                                                | Angus King (I) - 51,8% Jason Cherry (I) - 2,5%                                                                                    |                        | Angus King (I)           |
| Maryland             |                        | Ben Cardin (D)             | Angela Alsobrooks - 54,4%      | Larry Hogan - 44,3%                                                                                         | Mike Scott (L) - 2,3% |                        | Angela Alsobrooks (D)    |
| Massachusetts        | Elizabeth Warren (D)   | Elizabeth Warren - 59,4%   | John Deaton - 40,6%            | - | Elizabeth Warren (D) |                        |                          |
| Michigan             | Debbie Stabenow (D)    | Elissa Slotkin - 48,7%     | Mike J. Rogers - 48,3%         | Joseph Solis-Mullen (L) - 1,0% Douglas Marsh (V) - 1,0% Dave Stein (C) - 0,7% Doug Dern - 0,3%              | Elissa Slotkin (D) |                        |                          |
| Minnesota            | Amy Klobuchar (DFL)    | Amy Klobuchar - 56,3%      | Royce White - 40,5%            | Rebecca Whiting (L) - 1,7% Joyce Lacey - 1,5%                                                               | Amy Klobuchar (DFL) |                        |                          |
| Mississippi          |                        | Roger Wicker (R)           | Ty Pinkins - 36,6%             | Roger Wicker - 62,8%                                                                                        | - |                        | Roger Wicker (R)         |
| Missouri             | Josh Hawley (R)        | Lucas Kunce - 41,8%        | Josh Hawley - 55,6%            | W. C. Young (L) - 1,2% Jared Young (I) - 0,7% Nathan Kline (V) - 0,7%                                       | Josh Hawley (R) |                        |                          |
| Montana              |                        | Jon Tester (D)             | Jon Tester - 45,5%             | Tim Sheehy - 52,6%                                                                                          | Sid Daoud (L) - 1,2% Michael Downey (V) - 0,7%                                                                                    | Tim Sheehy (R)         |                          |
| Nebraska             |                        | Deb Fischer (R)            | -                              | Deb Fischer - 53,6%                                                                                         | Dan Osborn (I) - 46,4% | Deb Fischer (R)        |                          |
| Nevada               |                        | Jacky Rosen (D)            | Jacky Rosen - 47,9%            | Sam Brown - 46,2%                                                                                           | Nessuno - 3,0% Janine Hansen (I) - 1,5% Christopher Cunningham (L) - 1,4%                                                         |                        | Jacky Rosen (D)          |
| New Jersey           | George Helmy (D)       | Andy Kim - 53,6%           | Curtis Bashaw - 44,0%          | Christina Khalil (V) - 1,1% Ken Kaplan (L) - 0,6% Patricia Mooneyham (I) - 0,4% Joanne Kuniansky (S) - 0,2% | Andy Kim (D) |                        |                          |
| New York             | Kirsten Gillibrand (D) | Kirsten Gillibrand - 58,5% | Mike Sapraicone - 41,0%        | Diane Sare - 0,5%                                                                                           | Kirsten Gillibrand (D) |                        |                          |
| Nuovo Messico        | Martin Heinrich (D)    | Martin Heinrich - 55,1%    | Nella Domenici - 44,9%         | - | Martin Heinrich (D) |                        |                          |
| Ohio                 | Sherrod Brown (D)      | Sherrod Brown - 46,4%      | Bernie Moreno - 50,2%          | Don Kissick (L) - 3,4%                                                                                      | | Bernie Moreno (R)      |                          |
| Pennsylvania         | Bob Casey, Jr. (D)     | Bob Casey, Jr. - 48,6%     | David McCormick - 48,8%        | John Thomas (L) - 1,3% Leila Hazou (V) - 1,0% Marty Selker (C) - 0,3%                                       | David McCormick (R) |                        |                          |
| Rhode Island         | Sheldon Whitehouse (D) | Sheldon Whitehouse - 60,0% | Patricia Morgan - 40,0%        | | | Sheldon Whitehouse (D) |                          |
| Tennessee            |                        | Marsha Blackburn (R)       | Gloria Johnson - 43,2%         | Marsha Blackburn - 63,8%                                                                                    | Tharon Chandler (I) - 0,9% Pamela Moses (I) - 0,8% Hastina Robinson (I) - 0,3%                                                    |                        | Marsha Blackburn (R)     |
| Texas                | Ted Cruz (R)           | Colin Allred - 44,5%       | Ted Cruz - 53,1%               | Ted Brown (L) - 2,4%                                                                                        | Ted Cruz (R) |                        |                          |
| Utah                 | Mitt Romney (R)        | Caroline Gleich - 31,8%    | John Curtis - 62,5%            | Carlton Bowen (I) - 5,7%                                                                                    | John Curtis (R) |                        |                          |
| Vermont              |                        | Bernie Sanders (I)         | -                              | Gerald Malloy - 32,1%                                                                                       | Bernie Sanders (I) - 63,3% Steve Berry (I) - 2,2% Matt Hill (L) - 1,2% Justin Schoville - 0,9% Matt Stewart Greenstein (I) - 0,3% |                        | Bernie Sanders (I)       |
| Virginia             |                        | Tim Kaine (D)              | Tim Kaine - 54,1%              | Hung Cao - 45,9%                                                                                            | - |                        | Tim Kaine (D)            |
| Virginia Occidentale |                        | Joe Manchin (I)            | Glenn Elliott - 27,8%          | Jim Justice - 68,8%                                                                                         | David Moran (L) - 3,5% |                        | Jim Justice (R)          |
| Washington           |                        | Maria Cantwell (D)         | Maria Cantwell - 59,4%         | Raul Garcia - 40,6%                                                                                         | - |                        | Maria Cantwell (D)       |
| Wisconsin            | Tammy Baldwin (D)      | Tammy Baldwin - 49,4%      | Eric Hovde - 48,5%             | Phil Anderson - 1,2% Thomas Leager - 0,9%                                                                   | Tammy Baldwin (D) |                        |                          |
| Wyoming              |                        | John Barrasso (R)          | Scott Morrow - 24,3%           | John Barrasso - 75,7%                                                                                       | - |                        | John Barrasso (R)        |

### Elezioni speciali
In ognuna delle elezioni speciali, il mandato del vincitore inizia immediatamente dopo l'elezione certificata dal governo dello stato.
| Stato               | Senatore uscente | Senatore uscente    | Democratici              | Repubblicani          | Senatore eletto | Senatore eletto   |
| ------------------- | ---------------- | ------------------- | ------------------------ | --------------------- | --------------- | ----------------- |
| California Classe 1 |                  | Laphonza Butler (D) | Adam Schiff - 58,8%      | Steve Garvey - 41,2%  |                 | Adam Schiff (D)   |
| Nebraska Classe 2   |                  | Pete Ricketts (R)   | Preston Love Jr. - 37,2% | Pete Ricketts - 62,8% |                 | Pete Ricketts (R) |

### Seggi sostituiti su nomina governatoriale
Nel periodo successivo alle elezioni presidenziali, governatoriali e parlamentari, due senatori entrambi occupanti un seggio di classe 3 hanno lasciato il proprio seggio per essere nominati ad una carica nel Gabinetto degli Stati Uniti: il senatore per lo stato dell'Ohio J. D. Vance, eletto 50° Vicepresidente degli Stati Uniti d'America e il senatore per lo stato della Florida Marco Rubio, nominato Segretario di Stato dal Presidente Donald Trump. Nei casi in cui un senatore si debba dimettere ma il proprio seggio non rientri nel ciclo elettivo del rispettivo anno, il seggio verrà occupato da un nuovo senatore nominato dal governatore dello stato cui appartiene il seggio senatoriale, fino ad arrivare ad una elezione speciale tramite voto elettorale. 
Il seggio di J.D Vance è stato sostituito dal Vicegovernatore dell'Ohio Jon Husted, nominato dal governatore dell'Ohio Mike DeWine il 17 gennaio 2025, e il seggio di Marco Rubio è stato occupato dalla procuratrice generale della Florida Ashley Moody, nominata dal governatore della Florida Ron DeSantis il 16 gennaio 2025.
Nel periodo precedente alle elezioni, inoltre, è avvenuta una ulteriore sostituzione di un senatore da parte di un Governatore: il senatore per lo stato del New Jersey Bob Menendez, dopo essere stato condannato per corruzione nel luglio 2024, si è dimesso e il governatore del New Jersey Phil Murphy ha provveduto a nominare il proprio capo dello staff George Helmy per la carica. Helmy ha deciso di non candidarsi per un mandato completo, e quindi il suo mandato è cessato a dicembre 2024, sostituito da Andy Kim, vincitore delle elezioni per il seggio.
| Stato               | Senatore uscente | Senatore uscente | Senatore sostituto | Senatore sostituto | Data della nomina | Governatore nominante | Governatore nominante |
| ------------------- | ---------------- | ---------------- | ------------------ | ------------------ | ----------------- | --------------------- | --------------------- |
| New Jersey Classe 1 |                  | Bob Menendez (D) |                    | George Helmy (D)   | 9 settembre 2024  |                       | Phil Murphy (D)       |
| Ohio Classe 3       |                  | J. D. Vance (R)  |                    | Jon Husted (R)     | 17 gennaio 2025   |                       | Mike DeWine (R)       |
| Florida Classe 3    | Marco Rubio (R)  |                  | Ashley Moody (R)   | 16 gennaio 2025    | Ron DeSantis (R)  |                       |                       |

## Camera dei rappresentanti
Prima delle elezioni la Camera dei rappresentanti era controllata dal Partito Repubblicano, che deteneva 220 seggi su 435, mentre il Partito Democratico ne contava 211.
A seguito delle elezioni i repubblicani sono riusciti a mantenere la maggioranza e il controllo della Camera con 220 seggi, perdendo solo due seggi dalle elezioni del 2022.

### Livello federale
| Partiti                                          | Partiti      | Voti        | Voti   | Voti  | Seggi | Seggi | Seggi   | Seggi  |
| Partiti                                          | Partiti      | Voti        | %      | Var.  | 2022  | 2024  | +/−     | %      |
| ------------------------------------------------ | ------------ | ----------- | ------ | ----- | ----- | ----- | ------- | ------ |
|                                                  | Repubblicano | 74 390 864  | 49,75% | 0,28% | 222   | 220   | 2       | 50,6%  |
|                                                  | Democratico  | 70 571 330  | 47,19% | 0,10% | 213   | 215   | 2       | 49,4%  |
|                                                  | Indipendenti | 852 373     | 0,57%  | 0,10% | -     | -     | -       | -      |
|                                                  | Libertario   | 709 405     | 0,47%  | 0,20% | -     | -     | -       | -      |
|                                                  | Verde        | 182 841     | 0,12%  | 0,06% | -     | -     | -       | -      |
|                                                  | Costituzione | 179 149     | 0,12%  | 0,09% | -     | -     | -       | -      |
|                                                  | Altri        | 2 545 275   | 1,70%  | 0,33% | -     | -     | -       | -      |
|                                                  | Write-in     | 112 184     | 0,08%  | 0,02% | -     | -     | -       | -      |
| Totali                                           | Totali       | 149 543 421 | 100,0% | -     | 435   | 435   | Stabile | 100,0% |
| Fonte: Election Statistics - Office of the Clerk |              |             |        |       |       |       |         |        |

### Dettaglio per stato
| Stato                | Seggi totali | Repubblicani | Repubblicani | Democratici | Democratici |
| Stato                | Seggi totali | Seggi        | Var.         | Seggi       | Var.        |
| -------------------- | ------------ | ------------ | ------------ | ----------- | ----------- |
| Alabama              | 7            | 5            | 1            | 2           | 1           |
| Alaska               | 1            | 1            | 1            | 0           | 1           |
| Arizona              | 9            | 6            | Stabile      | 3           | Stabile     |
| Arkansas             | 4            | 4            | Stabile      | 0           | Stabile     |
| California           | 52           | 9            | 3            | 43          | 3           |
| Carolina del Nord    | 14           | 10           | 3            | 4           | 3           |
| Carolina del Sud     | 7            | 6            | Stabile      | 1           | Stabile     |
| Colorado             | 8            | 4            | 1            | 4           | 1           |
| Connecticut          | 5            | 0            | Stabile      | 5           | Stabile     |
| Dakota del Nord      | 1            | 1            | Stabile      | 0           | Stabile     |
| Dakota del Sud       | 1            | 1            | Stabile      | 0           | Stabile     |
| Delaware             | 1            | 0            | Stabile      | 1           | Stabile     |
| Florida              | 28           | 20           | Stabile      | 8           | Stabile     |
| Georgia              | 14           | 9            | Stabile      | 5           | Stabile     |
| Hawaii               | 2            | 0            | Stabile      | 2           | Stabile     |
| Idaho                | 2            | 2            | Stabile      | 0           | Stabile     |
| Illinois             | 17           | 3            | Stabile      | 14          | Stabile     |
| Indiana              | 9            | 7            | Stabile      | 2           | Stabile     |
| Iowa                 | 4            | 4            | Stabile      | 0           | Stabile     |
| Kansas               | 4            | 3            | Stabile      | 1           | Stabile     |
| Kentucky             | 6            | 5            | Stabile      | 1           | Stabile     |
| Louisiana            | 6            | 4            | 1            | 2           | 1           |
| Maine                | 2            | 0            | Stabile      | 2           | Stabile     |
| Maryland             | 8            | 1            | Stabile      | 7           | Stabile     |
| Massachusetts        | 9            | 0            | Stabile      | 9           | Stabile     |
| Michigan             | 13           | 7            | 1            | 6           | 1           |
| Minnesota            | 8            | 4            | Stabile      | 4           | Stabile     |
| Mississippi          | 4            | 3            | Stabile      | 1           | Stabile     |
| Missouri             | 8            | 6            | Stabile      | 2           | Stabile     |
| Montana              | 2            | 2            | Stabile      | 0           | Stabile     |
| Nebraska             | 3            | 3            | Stabile      | 0           | Stabile     |
| Nevada               | 4            | 1            | Stabile      | 3           | Stabile     |
| New Hampshire        | 2            | 0            | Stabile      | 2           | Stabile     |
| New Jersey           | 12           | 3            | Stabile      | 9           | Stabile     |
| New York             | 26           | 7            | 4            | 19          | 4           |
| Nuovo Messico        | 3            | 0            | Stabile      | 3           | Stabile     |
| Ohio                 | 15           | 10           | Stabile      | 5           | Stabile     |
| Oklahoma             | 5            | 5            | Stabile      | 0           | Stabile     |
| Oregon               | 6            | 1            | 1            | 5           | 1           |
| Pennsylvania         | 17           | 10           | 2            | 7           | 2           |
| Rhode Island         | 2            | 0            | Stabile      | 2           | Stabile     |
| Tennessee            | 9            | 8            | Stabile      | 1           | Stabile     |
| Texas                | 38           | 25           | Stabile      | 13          | Stabile     |
| Utah                 | 4            | 4            | Stabile      | 0           | Stabile     |
| Vermont              | 1            | 0            | Stabile      | 1           | Stabile     |
| Virginia             | 11           | 5            | Stabile      | 6           | Stabile     |
| Virginia Occidentale | 2            | 2            | Stabile      | 0           | Stabile     |
| Washington           | 10           | 2            | Stabile      | 8           | Stabile     |
| Wisconsin            | 8            | 6            | Stabile      | 2           | Stabile     |
| Wyoming              | 1            | 1            | Stabile      | 0           | Stabile     |
| Totale               | 435          | 220          | 2            | 215         | 2           |

### Dettaglio per distretto
| Stato                | Distretto | Deputato uscente             | Deputato uscente                                                                         | Democratici                                                      | Repubblicani                                                                                             | Altri                                                                                                | Deputato eletto            | Deputato eletto                |
| -------------------- | --------- | ---------------------------- | ---------------------------------------------------------------------------------------- | ---------------------------------------------------------------- | --- | --- | -------------------------- | ------------------------------ |
| Alabama              | 1         |                              | Barry Moore (R)                                                                          | Tom Holmes - 21,5%                                               | Barry Moore - 78,5%                                                                                      | |                            | Barry Moore (R)                |
| Alabama              | 2         |                              | Nuovo distretto                                                                          | Shomari Figures - 54,6%                                          | Caroleene Dobson - 45,4%                                                                                 | |                            | Shomari Figures (D)            |
| Alabama              | 3         |                              | Mike Rogers (R)                                                                          | -                                                                | Mike Rogers                                                                                              | |                            | Mike Rogers (R)                |
| Alabama              | 4         | Robert Aderholt (R)          | -                                                                                        | Robert Aderholt                                                  | | Robert Aderholt (R)                                                                                  |                            |                                |
| Alabama              | 5         | Dale Strong (R)              | -                                                                                        | Dale Strong                                                      | | Dale Strong (R)                                                                                      |                            |                                |
| Alabama              | 6         | Gary Palmer (R)              | Elizabeth Anderson - 29,6%                                                               | Gary Palmer - 70,4%                                              | | Gary Palmer (R)                                                                                      |                            |                                |
| Alabama              | 7         |                              | Terri Sewell (D)                                                                         | Terri Sewell - 63,7%                                             | Robin Litaker - 36,3%                                                                                    | |                            | Terri Sewell (D)               |
| Alaska               | Unico     | Mary Peltola (D)             | Mary Peltola - 46,4% Eric Hafner - 1,0%                                                  | Nick Begich III - 48,4%                                          | John Howe (I) - 3,9%                                                                                     | | Nick Begich III (R)        |                                |
| Arizona              | 1         |                              | David Schweikert (R)                                                                     | Amish Shah - 48,1%                                               | David Schweikert - 51,9%                                                                                 | |                            | David Schweikert (R)           |
| Arizona              | 2         | Eli Crane (R)                | Jonathan Nez - 45,5%                                                                     | Eli Crane - 54,5%                                                | | Eli Crane (R)                                                                                        |                            |                                |
| Arizona              | 3         |                              | Ruben Gallego (D)                                                                        | Yassamin Ansari - 70,9%                                          | Jeff Zink - 26,6%                                                                                        | Alan Aversa (V) - 2,5%                                                                               |                            | Yassamin Ansari (D)            |
| Arizona              | 4         | Greg Stanton (D)             | Greg Stanton - 52,7%                                                                     | Kelly Cooper - 45,5%                                             | Vincent Beck-Jones (V) - 1,8%                                                                            | Greg Stanton (D)                                                                                     |                            |                                |
| Arizona              | 5         |                              | Andy Biggs (R)                                                                           | Katrina Schaffner - 39,6%                                        | Andy Biggs - 60,4%                                                                                       | |                            | Andy Biggs (R)                 |
| Arizona              | 6         | Juan Ciscomani (R)           | Kirsten Engel - 47,5%                                                                    | Juan Ciscomani - 50,0%                                           | Vance Cast (L) - 2,5%                                                                                    | Juan Ciscomani (R)                                                                                   |                            |                                |
| Arizona              | 7         |                              | Raúl Grijalva (D)                                                                        | Raúl Grijalva - 63,4%                                            | Daniel Butierez - 36,6%                                                                                  | |                            | Raúl Grijalva (D)              |
| Arizona              | 8         |                              | Debbie Lesko (R)                                                                         | Greg Whitten - 46,5%                                             | Abraham Hamadeh - 56,5%                                                                                  | |                            | Abraham Hamadeh (R)            |
| Arizona              | 9         | Paul Gosar (R)               | Quacy Smith - 34,7%                                                                      | Paul Gosar - 65,3%                                               | | Paul Gosar (R)                                                                                       |                            |                                |
| Arkansas             | 1         | Rick Crawford (R)            | Rodney Govens - 24,0%                                                                    | Rick Crawford - 72,9%                                            | Steve Parsons (L) - 3,1%                                                                                 | Rick Crawford (R)                                                                                    |                            |                                |
| Arkansas             | 2         | French Hill (R)              | Marcus Jones - 41,1%                                                                     | French Hill - 58,9%                                              | | French Hill (R)                                                                                      |                            |                                |
| Arkansas             | 3         | Steve Womack (R)             | Caitlin Draper - 31,8%                                                                   | Steve Womack - 63,8%                                             | Bobby Wilson (L) - 4,4%                                                                                  | Steve Womack (R)                                                                                     |                            |                                |
| Arkansas             | 4         | Bruce Westerman (R)          | Risie Howard - 27,1%                                                                     | Bruce Westerman - 72,9%                                          | | Bruce Westerman (R)                                                                                  |                            |                                |
| California           | 1         | Doug LaMalfa (R)             | Rose Penelope Yee - 34,9%                                                                | Doug LaMalfa - 65,1%                                             | | Doug LaMalfa (R)                                                                                     |                            |                                |
| California           | 2         |                              | Jared Huffman (D)                                                                        | Jared Huffman - 71,9%                                            | Chris Coulombe - 28,1%                                                                                   | |                            | Jared Huffman (D)              |
| California           | 3         |                              | Kevin Kiley (R)                                                                          | Jessica Morse - 44,6%                                            | Kevin Kiley - 55,4%                                                                                      | |                            | Kevin Kiley (R)                |
| California           | 4         |                              | Mike Thompson (D)                                                                        | Mike Thompson - 66,5%                                            | John Munn - 33,5%                                                                                        | |                            | Mike Thompson (D)              |
| California           | 5         |                              | Tom McClintock (R)                                                                       | Michael Barkley - 38,2%                                          | Tom McClintock - 61,8%                                                                                   | |                            | Tom McClintock (R)             |
| California           | 6         |                              | Ami Bera (D)                                                                             | Ami Bera - 57,7%                                                 | Christine Bish - 42,3%                                                                                   | |                            | Ami Bera (D)                   |
| California           | 7         | Doris Matsui (D)             | Doris Matsui - 66,8%                                                                     | Tom Silva - 33,2%                                                | | Doris Matsui (D)                                                                                     |                            |                                |
| California           | 8         | John Garamendi (D)           | John Garamendi - 74,0%                                                                   | Rudy Recile - 26,0%                                              | | John Garamendi (D)                                                                                   |                            |                                |
| California           | 9         | Josh Harder (D)              | Josh Harder - 51,7%                                                                      | Kevin Lincoln - 48,3%                                            | | Josh Harder (D)                                                                                      |                            |                                |
| California           | 10        | Mark DeSaulnier (D)          | Mark DeSaulnier - 66,5%                                                                  | Katherine Piccinini - 33,5%                                      | | Mark DeSaulnier (D)                                                                                  |                            |                                |
| California           | 11        | Nancy Pelosi (D)             | Nancy Pelosi - 81,0%                                                                     | Bruce Lou - 19,0%                                                | | Nancy Pelosi (D)                                                                                     |                            |                                |
| California           | 12        | Barbara Lee (D)              | Lateefah Simon - 65,4% Jennifer Tran - 34,6%                                             | -                                                                | | Lateefah Simon (D)                                                                                   |                            |                                |
| California           | 13        |                              | John Duarte (R)                                                                          | Adam Gray - 50,04%                                               | John Duarte - 49,96%                                                                                     | | Adam Gray (D)              |                                |
| California           | 14        |                              | Eric Swalwell (D)                                                                        | Eric Swalwell - 67,8%                                            | Vin Kruttiventi - 32,2%                                                                                  | | Eric Swalwell (D)          |                                |
| California           | 15        | Kevin Mullin (D)             | Kevin Mullin - 73,1%                                                                     | Anna Cheng Kramer - 26,9%                                        | | Kevin Mullin (D)                                                                                     |                            |                                |
| California           | 16        | Anna Eshoo (D)               | Sam Liccardo - 58,2% Evan Low - 41,8%                                                    | -                                                                | | Sam Liccardo (D)                                                                                     |                            |                                |
| California           | 17        | Ro Khanna (D)                | Ro Khanna - 67,7%                                                                        | Anita Chen - 32,3%                                               | | Ro Khanna (D)                                                                                        |                            |                                |
| California           | 18        | Zoe Lofgren (D)              | Zoe Lofgren - 64,6%                                                                      | Peter Hernandez - 35,4%                                          | | Zoe Lofgren (D)                                                                                      |                            |                                |
| California           | 19        | Jimmy Panetta (D)            | Jimmy Panetta - 69,3%                                                                    | Jason Anderson - 30,7%                                           | | Jimmy Panetta (D)                                                                                    |                            |                                |
| California           | 20        |                              | Vince Fong (R)                                                                           | -                                                                | Vince Fong - 65,1% Mike Boudreaux - 34,9%                                                                | |                            | Vince Fong (R)                 |
| California           | 21        |                              | Jim Costa (D)                                                                            | Jim Costa - 52,5%                                                | Michael Maher - 47,5%                                                                                    | |                            | Jim Costa (D)                  |
| California           | 22        |                              | David Valadao (R)                                                                        | Rudy Salas - 46,6%                                               | David Valadao - 53,4%                                                                                    | |                            | David Valadao (R)              |
| California           | 23        | Jay Obernolte (R)            | Derek Marshall - 39,9%                                                                   | Jay Obernolte - 60,1%                                            | | Jay Obernolte (R)                                                                                    |                            |                                |
| California           | 24        |                              | Salud Carbajal (D)                                                                       | Salud Carbajal - 62,7%                                           | Thomas Cole - 37,3%                                                                                      | |                            | Salud Carbajal (D)             |
| California           | 25        | Raul Ruiz (D)                | Raul Ruiz - 56,4%                                                                        | Ian Weeks - 43,6%                                                | | Raul Ruiz (D)                                                                                        |                            |                                |
| California           | 26        | Julia Brownley (D)           | Julia Brownley - 56,1%                                                                   | Michael Koslow - 43,9%                                           | | Julia Brownley (D)                                                                                   |                            |                                |
| California           | 27        |                              | Mike Garcia (R)                                                                          | George T. Whitesides - 51,3%                                     | Mike Garcia - 48,7%                                                                                      | | George T. Whitesides (D)   |                                |
| California           | 28        |                              | Judy Chu (D)                                                                             | Judy Chu - 64,9%                                                 | April Verlato - 35,1%                                                                                    | | Judy Chu (D)               |                                |
| California           | 29        | Tony Cardenas (D)            | Luz Rivas - 69,8%                                                                        | Benito Bernal - 30,2%                                            | | Luz Rivas (D)                                                                                        |                            |                                |
| California           | 30        | Adam Schiff (D)              | Laura Friedman - 68,4%                                                                   | Alex Balekian - 31,6%                                            | | Laura Friedman (D)                                                                                   |                            |                                |
| California           | 31        | Grace Napolitano (D)         | Gil Cisneros - 59,7%                                                                     | Daniel Martinez - 40,3%                                          | | Gil Cisneros (D)                                                                                     |                            |                                |
| California           | 32        | Brad Sherman (D)             | Brad Sherman - 66,2%                                                                     | Larry Thompson - 33,8%                                           | | Brad Sherman (D)                                                                                     |                            |                                |
| California           | 33        | Pete Aguilar (D)             | Pete Aguilar - 58,8%                                                                     | Tom Herman - 41,2%                                               | | Pete Aguilar (D)                                                                                     |                            |                                |
| California           | 34        | Jimmy Gomez (D)              | Jimmy Gomez - 55,6% David Kim - 44,4%                                                    | -                                                                | | Jimmy Gomez (D)                                                                                      |                            |                                |
| California           | 35        | Norma Torres (D)             | Norma Torres - 58,4%                                                                     | Mike Cargile - 41,6%                                             | | Norma Torres (D)                                                                                     |                            |                                |
| California           | 36        | Ted Lieu (D)                 | Ted Lieu - 68,7%                                                                         | Melissa Toomim - 31,3%                                           | | Ted Lieu (D)                                                                                         |                            |                                |
| California           | 37        | Sydney Kamlager-Dove (D)     | Sydney Kamlager-Dove - 78,3%                                                             | -                                                                | Juan Rey - 21,7%                                                                                         | Sydney Kamlager-Dove (D)                                                                             |                            |                                |
| California           | 38        | Linda Sánchez (D)            | Linda Sánchez - 59,8%                                                                    | Eric Ching - 40,2%                                               | | Linda Sánchez (D)                                                                                    |                            |                                |
| California           | 39        | Mark Takano (D)              | Mark Takano - 56,7%                                                                      | David Serpa - 43,3%                                              | | Mark Takano (D)                                                                                      |                            |                                |
| California           | 40        |                              | Young Kim (R)                                                                            | Joe Kerr - 44,7%                                                 | Young Kim - 55,3%                                                                                        | |                            | Young Kim (R)                  |
| California           | 41        | Ken Calvert (R)              | Will Rollins - 48,3%                                                                     | Ken Calvert - 51,7%                                              | | Ken Calvert (R)                                                                                      |                            |                                |
| California           | 42        |                              | Robert Garcia (D)                                                                        | Robert Garcia - 68,1%                                            | John Briscoe - 31,9%                                                                                     | |                            | Robert Garcia (D)              |
| California           | 43        | Maxine Waters (D)            | Maxine Waters - 75,1%                                                                    | Steve Williams - 24,9%                                           | | Maxine Waters (D)                                                                                    |                            |                                |
| California           | 44        | Nanette Barragán (D)         | Nanette Barragán - 71,4%                                                                 | Roger Groh - 28,6%                                               | | Nanette Barragán (D)                                                                                 |                            |                                |
| California           | 45        |                              | Michelle Steel (R)                                                                       | Derek Tran - 50,1%                                               | Michelle Steel - 49,9%                                                                                   | | Derek Tran (D)             |                                |
| California           | 46        |                              | Lou Correa (D)                                                                           | Lou Correa - 63,4%                                               | David Pan - 36,6%                                                                                        | | Lou Correa (D)             |                                |
| California           | 47        | Katie Porter (D)             | Dave Min - 51,4%                                                                         | Scott Baugh - 48,6%                                              | | Dave Min (D)                                                                                         |                            |                                |
| California           | 48        |                              | Darrell Issa (R)                                                                         | Stephen Houlahan - 40,7%                                         | Darrell Issa - 59,3%                                                                                     | |                            | Darrell Issa (R)               |
| California           | 49        |                              | Mike Levin (D)                                                                           | Mike Levin - 52,2%                                               | Matt Gunderson - 47,8%                                                                                   | |                            | Mike Levin (D)                 |
| California           | 50        | Scott Peters (D)             | Scott Peters - 64,3%                                                                     | Peter Bono - 35,7%                                               | | Scott Peters (D)                                                                                     |                            |                                |
| California           | 51        | Sara Jacobs (D)              | Sara Jacobs - 60,7%                                                                      | Bill Wells - 39,3%                                               | | Sara Jacobs (D)                                                                                      |                            |                                |
| California           | 52        | Juan Vargas (D)              | Juan Vargas - 66,3%                                                                      | Justin Lee - 33,7%                                               | | Juan Vargas (D)                                                                                      |                            |                                |
| Carolina del Nord    | 1         | Don Davis (D)                | Don Davis - 49,5%                                                                        | Laurie Buckhout - 47,8%                                          | Tom Vailey (L) - 2,6%                                                                                    | Don Davis (D)                                                                                        |                            |                                |
| Carolina del Nord    | 2         | Deborah Ross (D)             | Deborah Ross - 66,3%                                                                     | Alan Swain - 31,6%                                               | Michael Dublin (V) - 2,1%                                                                                | Deborah Ross (D)                                                                                     |                            |                                |
| Carolina del Nord    | 3         |                              | Greg Murphy (R)                                                                          | -                                                                | Greg Murphy - 77,5%                                                                                      | Gheorghe Cormos (L) - 22,6%                                                                          |                            | Greg Murphy (R)                |
| Carolina del Nord    | 4         |                              | Valerie Foushee (D)                                                                      | Valerie Foushee - 71,8%                                          | Eric Blankenburg - 26,1%                                                                                 | Guy Meilleur (L) - 2,0%                                                                              |                            | Valerie Foushee (D)            |
| Carolina del Nord    | 5         |                              | Virginia Foxx (R)                                                                        | Chuck Hubbard - 40,5%                                            | Virginia Foxx - 59,5%                                                                                    | |                            | Virginia Foxx (R)              |
| Carolina del Nord    | 6         |                              | Nuovo distretto                                                                          | -                                                                | Addison McDowell - 69,2%                                                                                 | Kevin Hayes (C) - 30,8%                                                                              | Addison McDowell (R)       |                                |
| Carolina del Nord    | 7         |                              | David Rouzer (R)                                                                         | Marlando Pridgen - 41,4%                                         | David Rouzer - 58,6%                                                                                     | | David Rouzer (R)           |                                |
| Carolina del Nord    | 8         | Dan Bishop (R)               | Justin Dues - 40,4%                                                                      | Mark Harris - 59,6%                                              | | Mark Harris (R)                                                                                      |                            |                                |
| Carolina del Nord    | 9         | Richard Hudson (R)           | Nigel Bristow - 37,8%                                                                    | Richard Hudson - 56,3%                                           | Shelane Etchison (I) - 5,9%                                                                              | Richard Hudson (R)                                                                                   |                            |                                |
| Carolina del Nord    | 10        | Patrick McHenry (R)          | Ralph Scott Jr. - 37,2%                                                                  | Pat Harrigan - 57,5%                                             | Steven Feldman (L) - 2,9% Todd Helm (C) - 1,4%                                                           | Pat Harrigan (R)                                                                                     |                            |                                |
| Carolina del Nord    | 11        | Chuck Edwards (R)            | Caleb Rudow - 43,2%                                                                      | Chuck Edwards - 56,8%                                            | | Chuck Edwards (R)                                                                                    |                            |                                |
| Carolina del Nord    | 12        |                              | Alma Adams (D)                                                                           | Alma Adams - 74,0%                                               | Addul Ali - 26,0%                                                                                        | |                            | Alma Adams (D)                 |
| Carolina del Nord    | 13        | Wiley Nickel (D)             | Frank Pierce - 41,4%                                                                     | Brad Knott - 58,6%                                               | | | Brad Knott (R)             |                                |
| Carolina del Nord    | 14        | Jeff Jackson (D)             | Pam Genant - 41,9%                                                                       | Tim Moore - 58,1%                                                | | Tim Moore (R)                                                                                        |                            |                                |
| Carolina del Sud     | 1         |                              | Nancy Mace (R)                                                                           | Michael Moore - 41,7%                                            | Nancy Mace - 58,3%                                                                                       | | Nancy Mace (R)             |                                |
| Carolina del Sud     | 2         | Joe Wilson (R)               | David Robinson II - 40,3%                                                                | Joe Wilson - 59,7%                                               | | Joe Wilson (R)                                                                                       |                            |                                |
| Carolina del Sud     | 3         | Jeff Duncan (R)              | Bryon Best - 25,3%                                                                       | Sheri Biggs - 71,8%                                              | Michael Bedenbaugh (A) - 2,9%                                                                            | Sheri Biggs (R)                                                                                      |                            |                                |
| Carolina del Sud     | 4         | William Timmons (R)          | Kathryn Harvey - 37,3%                                                                   | William Timmons - 59,9%                                          | Mark Hackett (C) - 2,8%                                                                                  | William Timmons (R)                                                                                  |                            |                                |
| Carolina del Sud     | 5         | Ralph Norman (R)             | Evangeline Hundley - 36,4%                                                               | Ralph Norman - 63,6%                                             | | Ralph Norman (R)                                                                                     |                            |                                |
| Carolina del Sud     | 6         |                              | Jim Clyburn (D)                                                                          | Jim Clyburn - 59,6%                                              | Duke Buckner - 36,8%                                                                                     | Michael Simpson (L) - 1,7% Gregg Marcel Dixon - 1,6% Joseph Oddo (A) - 0,3%                          |                            | Jim Clyburn (D)                |
| Carolina del Sud     | 7         |                              | Russell Fry (R)                                                                          | Mal Hyman - 35,0%                                                | Russell Fry - 65,0%                                                                                      | |                            | Russell Fry (R)                |
| Colorado             | 1         |                              | Diana DeGette (D)                                                                        | Diana DeGette - 76,6%                                            | Valdamar Archuleta - 21,6%                                                                               | Critter Milton (U) - 1,2% Daniel Lutz - 0,7%                                                         |                            | Diana DeGette (D)              |
| Colorado             | 2         | Joe Neguse (D)               | Joe Neguse - 68,4%                                                                       | Marshall Dawson - 28,9%                                          | Gaylon Kent (L) - 1,2% Cynthia Sirianni (U) - 0,9% Jan Kok - 0,6%                                        | Joe Neguse (D)                                                                                       |                            |                                |
| Colorado             | 3         |                              | Lauren Boebert (R)                                                                       | Adam Frisch - 45,8%                                              | Jeff Hurd - 50,8%                                                                                        | James Wiley (L) - 2,7% Adam Withrow (U) - 0,7%                                                       |                            | Jeff Hurd (R)                  |
| Colorado             | 4         | Greg Lopez (R)               | Trisha Calvarese - 42,0%                                                                 | Lauren Boebert - 53,6%                                           | Hannah Goodman (L) - 2,6% Frank Atwood - 1,4% Paul Fiorino - 0,3%                                        | Lauren Boebert (R)                                                                                   |                            |                                |
| Colorado             | 5         | Doug Lamborn (R)             | River Gassen - 40,9%                                                                     | Jeff Crank - 54,7%                                               | Michael Vance (L) - 1,8% Joseph Gaye (I) - 1,1% Christopher Mitchell (C) - 1,1% Christopher Sweat - 0,4% | Jeff Crank (R)                                                                                       |                            |                                |
| Colorado             | 6         |                              | Jason Crow (D)                                                                           | Jason Crow - 59,0%                                               | John Fabbricatore - 38,5%                                                                                | John Kittleson (L) - 1,4% Travis Nicks - 1,2%                                                        |                            | Jason Crow (D)                 |
| Colorado             | 7         | Brittany Pettersen (D)       | Brittany Pettersen - 55,3%                                                               | Sergei Matveyuk - 41,2%                                          | Patrick Bohan (L) - 2,3% Ron Tupa (I) - 1,2%                                                             | Brittany Pettersen (D)                                                                               |                            |                                |
| Colorado             | 8         | Yadira Caraveo (D)           | Yadira Caraveo - 48,2%                                                                   | Gabe Evans - 49,0%                                               | Chris Baum - 1,7% Susan Hall (I) - 1,1%                                                                  | | Gabe Evans (R)             |                                |
| Connecticut          | 1         |                              | John Larson (D)                                                                          | John Larson - 63,4%                                              | Jim Griffin - 34,6%                                                                                      | |                            | John Larson (D)                |
| Connecticut          | 2         | Joe Courtney (D)             | Joe Courtney - 58,0%                                                                     | Mike France - 42,0%                                              | | Joe Courtney (D)                                                                                     |                            |                                |
| Connecticut          | 3         | Rosa DeLauro (D)             | Rosa DeLauro - 57,9%                                                                     | Michael Massey - 42,1%                                           | | Rosa DeLauro (D)                                                                                     |                            |                                |
| Connecticut          | 4         | Jim Himes (D)                | Jim Himes - 61,0%                                                                        | Michael Goldstein - 37,4%                                        | | Jim Himes (D)                                                                                        |                            |                                |
| Connecticut          | 5         | Jahana Hayes (D)             | Jahana Hayes - 53,3%                                                                     | George Logan - 46,7%                                             | | Jahana Hayes (D)                                                                                     |                            |                                |
| Dakota del Nord      | Unico     |                              | Kelly Armstrong (R)                                                                      | Trygve Hammer - 30,5%                                            | Julie Fedorchak - 69,5%                                                                                  | |                            | Julie Fedorchak (R)            |
| Dakota del Sud       | Unico     | Dusty Johnson (R)            | Sheryl Johnson - 28,0%                                                                   | Dusty Johnson - 72,0%                                            | | Dusty Johnson (R)                                                                                    |                            |                                |
| Delaware             | Unico     |                              | Lisa Blunt Rochester (D)                                                                 | Sarah McBride - 57,9%                                            | John Whallen - 42,1%                                                                                     | |                            | Sarah McBride (D)              |
| Florida              | 1         |                              | Matt Gaetz (R)                                                                           | Gay Valimont - 34,0%                                             | Matt Gaetz - 66,0%                                                                                       | |                            | Matt Gaetz (R)                 |
| Florida              | 2         | Neal Dunn (R)                | Yen Bailey - 38,4%                                                                       | Neal Dunn - 61,6%                                                | | Neal Dunn (R)                                                                                        |                            |                                |
| Florida              | 3         | Kat Cammack (R)              | Tom Wells - 38,4%                                                                        | Kat Cammack - 61,6%                                              | | Kat Cammack (R)                                                                                      |                            |                                |
| Florida              | 4         | Aaron Bean (R)               | LaShonda Holloway - 42,7%                                                                | Aaron Bean - 57,3%                                               | | Aaron Bean (R)                                                                                       |                            |                                |
| Florida              | 5         | John Rutherford (R)          | Jay McGovern - 37,9%                                                                     | John Rutherford - 63,1%                                          | | John Rutherford (R)                                                                                  |                            |                                |
| Florida              | 6         | Michael Waltz (R)            | James Stockton III - 33,5%                                                               | Michael Waltz - 66,5%                                            | | Michael Waltz (R)                                                                                    |                            |                                |
| Florida              | 7         | Cory Mills (R)               | Jennifer Adams - 43,5%                                                                   | Cory Mills - 56,5%                                               | | Cory Mills (R)                                                                                       |                            |                                |
| Florida              | 8         | Bill Posey (R)               | Sandy Kennedy - 37,8%                                                                    | Mike Haridopolos - 62,2%                                         | | Mike Haridopolos (R)                                                                                 |                            |                                |
| Florida              | 9         |                              | Darren Soto (D)                                                                          | Darren Soto - 55,1%                                              | Thomas Chalifoux - 32,6%                                                                                 | Marcus Carter (I) - 2,3%                                                                             |                            | Darren Soto (D)                |
| Florida              | 10        | Maxwell Frost (D)            | Maxwell Frost - 62,4%                                                                    | Willie Montague - 37,6%                                          | | Maxwell Frost (D)                                                                                    |                            |                                |
| Florida              | 11        |                              | Daniel Webster (R)                                                                       | Barbie Hall - 39,6%                                              | Daniel Webster - 60,4%                                                                                   | |                            | Daniel Webster (R)             |
| Florida              | 12        | Gus Bilirakis (R)            | Rock Aboujaoude Jr. - 29,0%                                                              | Gus Bilirakis - 71,0%                                            | | Gus Bilirakis (R)                                                                                    |                            |                                |
| Florida              | 13        | Anna Paulina Luna (R)        | Whitney Fox - 45,2%                                                                      | Anna Paulina Luna - 54,8%                                        | | Anna Paulina Luna (R)                                                                                |                            |                                |
| Florida              | 14        |                              | Kathy Castor (D)                                                                         | Kathy Castor - 56,9%                                             | Rocky Rochford - 41,6%                                                                                   | Christopher Bradley (I) - 0,7% Nathaniel Snyder (L) - 0,7%                                           |                            | Kathy Castor (D)               |
| Florida              | 15        |                              | Laurel Lee (R)                                                                           | Pat Kemp - 43,8%                                                 | Laurel Lee - 56,2%                                                                                       | |                            | Laurel Lee (R)                 |
| Florida              | 16        | Vern Buchanan (R)            | Jan Schneider - 40,5%                                                                    | Vern Buchanan - 59,5%                                            | | Vern Buchanan (R)                                                                                    |                            |                                |
| Florida              | 17        | Greg Steube (R)              | Manny Lopez - 36,1%                                                                      | Greg Steube - 63,9%                                              | | Greg Steube (R)                                                                                      |                            |                                |
| Florida              | 18        | Scott Franklin (R)           | Andrea Doria Kale - 34,7%                                                                | Scott Franklin - 65,3%                                           | | Scott Franklin (R)                                                                                   |                            |                                |
| Florida              | 19        | Byron Donalds (R)            | Kari Lerner - 33,7%                                                                      | Byron Donalds - 66,3%                                            | | Byron Donalds (R)                                                                                    |                            |                                |
| Florida              | 20        |                              | Sheila Cherfilus-McCormick (D)                                                           | Sheila Cherfilus-McCormick                                       | - | |                            | Sheila Cherfilus-McCormick (D) |
| Florida              | 21        |                              | Brian Mast (R)                                                                           | Thomas Witkop - 38,2%                                            | Brian Mast - 61,8%                                                                                       | |                            | Brian Mast (R)                 |
| Florida              | 22        |                              | Lois Frankel (D)                                                                         | Lois Frankel - 55,0%                                             | Daniel Franzese - 45,0%                                                                                  | |                            | Lois Frankel (D)               |
| Florida              | 23        | Jared Moskowitz (D)          | Jared Moskowitz - 52,4%                                                                  | Joe Kaufman - 47,6%                                              | | Jared Moskowitz (D)                                                                                  |                            |                                |
| Florida              | 24        | Frederica Wilson (D)         | Frederica Wilson - 68,2%                                                                 | Jesus Navarro - 31,8%                                            | | Frederica Wilson (D)                                                                                 |                            |                                |
| Florida              | 25        | Debbie Wasserman Schultz (D) | Debbie Wasserman Schultz - 54,5%                                                         | Chris Eddy - 45,5%                                               | | Debbie Wasserman Schultz (D)                                                                         |                            |                                |
| Florida              | 26        |                              | Mario Díaz-Balart (R)                                                                    | Joey Atkins - 29,1%                                              | Mario Díaz-Balart - 70,9%                                                                                | |                            | Mario Díaz-Balart (R)          |
| Florida              | 27        | Maria Elvira Salazar (R)     | Lucia Baez-Geller - 39,6%                                                                | Maria Elvira Salazar - 60,4%                                     | | Maria Elvira Salazar (R)                                                                             |                            |                                |
| Florida              | 28        | Carlos A. Giménez (R)        | Phil Ehr - 35,4%                                                                         | Carlos A. Giménez - 64,6%                                        | | Carlos A. Giménez (R)                                                                                |                            |                                |
| Georgia              | 1         | Buddy Carter (R)             | Patti Hewitt - 38,0%                                                                     | Buddy Carter - 62,0%                                             | | Buddy Carter (R)                                                                                     |                            |                                |
| Georgia              | 2         |                              | Sanford Bishop (D)                                                                       | Sanford Bishop - 56,3%                                           | Wayne Johnson - 43,7%                                                                                    | |                            | Sanford Bishop (D)             |
| Georgia              | 3         |                              | Drew Ferguson (R)                                                                        | Maura Keller - 33,7%                                             | Brian Jack - 66,3%                                                                                       | |                            | Brian Jack (R)                 |
| Georgia              | 4         |                              | Hank Johnson (D)                                                                         | Hank Johnson - 75,6%                                             | Eugene Yu - 24,4%                                                                                        | |                            | Hank Johnson (D)               |
| Georgia              | 5         | Nikema Williams (D)          | Nikema Williams - 85,7%                                                                  | John Salvesen - 14,3%                                            | | Nikema Williams (D)                                                                                  |                            |                                |
| Georgia              | 6         | Lucy McBath (D)              | Lucy McBath - 74,7%                                                                      | Jeff Criswell - 25,3%                                            | | Lucy McBath (D)                                                                                      |                            |                                |
| Georgia              | 7         |                              | Rich McCormick (R)                                                                       | Bob Christian - 35,1%                                            | Rich McCormick - 64,9%                                                                                   | |                            | Rich McCormick (R)             |
| Georgia              | 8         | Austin Scott (R)             | Darrius Butler - 31,1%                                                                   | Austin Scott - 68,9%                                             | | Austin Scott (R)                                                                                     |                            |                                |
| Georgia              | 9         | Andrew Clyde (R)             | Tambrei Cash - 31,0%                                                                     | Andrew Clyde - 69,0%                                             | | Andrew Clyde (R)                                                                                     |                            |                                |
| Georgia              | 10        | Mike Collins (R)             | Lexy Doherty - 36,9%                                                                     | Mike Collins - 63,1%                                             | | Mike Collins (R)                                                                                     |                            |                                |
| Georgia              | 11        | Barry Loudermilk (R)         | Kate Stamper - 32,7%                                                                     | Barry Loudermilk - 67,3%                                         | | Barry Loudermilk (R)                                                                                 |                            |                                |
| Georgia              | 12        | Rick Allen (R)               | Liz Johnson - 32,7%                                                                      | Rick Allen - 60,3%                                               | | Rick Allen (R)                                                                                       |                            |                                |
| Georgia              | 13        |                              | David Scott (D)                                                                          | David Scott - 71,8%                                              | Jonathan Chavez - 28,2%                                                                                  | |                            | David Scott (D)                |
| Georgia              | 14        |                              | Marjorie Taylor Greene (R)                                                               | Shawn Harris - 35,6%                                             | Marjorie T. Greene - 74,4%                                                                               | |                            | Marjorie T. Greene (R)         |
| Hawaii               | 1         |                              | Ed Case (D)                                                                              | Ed Case - 71,8%                                                  | Patrick Largey - 28,2%                                                                                   | |                            | Ed Case (D)                    |
| Hawaii               | 2         | Jill Tokuda (D)              | Jill Tokuda - 66,5%                                                                      | Steve Bond - 30,2%                                               | Aaron Toman (L) - 1,8% Randall Meyer (I) - 1,6%                                                          | Jill Tokuda (D)                                                                                      |                            |                                |
| Idaho                | 1         |                              | Russ Fulcher (R)                                                                         | Kaylee Peterson - 25,4%                                          | Russ Fulcher - 71,0%                                                                                     | Matt Loesby (L) - 2,1% Brendan Gomez (C) - 1,5%                                                      |                            | Russ Fulcher (R)               |
| Idaho                | 2         | Mike Simpson (R)             | David Roth - 31,0%                                                                       | Mike Simpson - 61,4%                                             | Todd Corsetti (L) - 5,2% Idaho Law - 2,4%                                                                | Mike Simpson (R)                                                                                     |                            |                                |
| Illinois             | 1         |                              | Jonathan Jackson (D)                                                                     | Jonathan Jackson - 65,9%                                         | Marcus Lewis - 34,1%                                                                                     | |                            | Jonathan Jackson (D)           |
| Illinois             | 2         | Robin Kelly (D)              | Robin Kelly - 67,6%                                                                      | Ashley Ramos - 32,4%                                             | | Robin Kelly (D)                                                                                      |                            |                                |
| Illinois             | 3         | Delia Ramirez (D)            | Delia Ramirez - 67,3%                                                                    | John Booras - 32,7%                                              | | Delia Ramirez (D)                                                                                    |                            |                                |
| Illinois             | 4         | Chuy García (D)              | Chuy García - 67,5%                                                                      | Lupe Castillo - 27,3%                                            | Ed Harvey (W) - 5,2%                                                                                     | Chuy García (D)                                                                                      |                            |                                |
| Illinois             | 5         | Michael Quigley (D)          | Mike Quigley - 69,0%                                                                     | Tommy Hanson - 31,0%                                             | | Michael Quigley (D)                                                                                  |                            |                                |
| Illinois             | 6         | Sean Casten (D)              | Sean Casten - 54,2%                                                                      | Niki Conforti - 45,8%                                            | | Sean Casten (D)                                                                                      |                            |                                |
| Illinois             | 7         | Danny Davis (D)              | Danny Davis - 83,3%                                                                      | Chad Koppie - 16,7%                                              | | Danny Davis (D)                                                                                      |                            |                                |
| Illinois             | 8         | Raja Krishnamoorthi (D)      | Raja Krishnamoorthi - 57,1%                                                              | Mark Rice - 42,9%                                                | | Raja Krishnamoorthi (D)                                                                              |                            |                                |
| Illinois             | 9         | Jan Schakowsky (D)           | Jan Schakowsky - 68,4%                                                                   | Seth Cohen - 31,6%                                               | | Jan Schakowsky (D)                                                                                   |                            |                                |
| Illinois             | 10        | Brad Schneider (D)           | Brad Schneider - 60,0%                                                                   | Jim Carris - 40,0%                                               | | Brad Schneider (D)                                                                                   |                            |                                |
| Illinois             | 11        | Bill Foster (D)              | Bill Foster - 55,6%                                                                      | Jerry Evans - 44,4%                                              | | Bill Foster (D)                                                                                      |                            |                                |
| Illinois             | 12        |                              | Mike Bost (R)                                                                            | Brian Roberts - 25,5%                                            | Mike Bost - 74,5%                                                                                        | |                            | Mike Bost (R)                  |
| Illinois             | 13        |                              | Nikki Budzinski (D)                                                                      | Nikki Budzinski - 57,7%                                          | Joshua Loyd - 42,3%                                                                                      | |                            | Nikki Budzinski (D)            |
| Illinois             | 14        | Lauren Underwood (D)         | Lauren Underwood - 55,1%                                                                 | Jim Marter - 44,9%                                               | | Lauren Underwood (D)                                                                                 |                            |                                |
| Illinois             | 15        |                              | Mary Miller (R)                                                                          | -                                                                | Mary Miller                                                                                              | |                            | Mary Miller (R)                |
| Illinois             | 16        | Darin LaHood (R)             | -                                                                                        | Darin LaHood                                                     | | Darin LaHood (R)                                                                                     |                            |                                |
| Illinois             | 17        |                              | Eric Sorensen (D)                                                                        | Eric Sorensen - 54,3%                                            | Joe McGraw - 45,7%                                                                                       | |                            | Eric Sorensen (D)              |
| Indiana              | 1         | Frank J. Mrvan (D)           | Frank J. Mrvan - 53,4%                                                                   | Randy Niemeyer - 45,0%                                           | Dakotah Miskus (L) - 1,6%                                                                                | Frank J. Mrvan (D)                                                                                   |                            |                                |
| Indiana              | 2         |                              | Rudy Yakym (R)                                                                           | Lori Camp - 34,6%                                                | Rudy Yakym - 62,8%                                                                                       | William Henry (L) - 2,7%                                                                             |                            | Rudy Yakym (R)                 |
| Indiana              | 3         | Jim Banks (R)                | Kiley Adolph - 31,4%                                                                     | Marlin Stutzman - 65,0%                                          | Jarrad Lancaster (L) - 3,5%                                                                              | Marlin Stutzman (R)                                                                                  |                            |                                |
| Indiana              | 4         | Jim Baird (R)                | Derrick Holder - 30,9%                                                                   | Jim Baird - 64,9%                                                | Ashley Groff (L) - 4,2%                                                                                  | Jim Baird (R)                                                                                        |                            |                                |
| Indiana              | 5         | Victoria Spartz (R)          | Deborah Pickett - 38,0%                                                                  | Victoria Spartz - 56,6%                                          | Lauri Shillings (L) - 2,7% Robert Slaughter (I) - 2,7%                                                   | Victoria Spartz (R)                                                                                  |                            |                                |
| Indiana              | 6         | Greg Pence (R)               | Cinde Wirth - 31,7%                                                                      | Jefferson Shreve - 63,9%                                         | James Sceniak (L) - 4,4%                                                                                 | Jefferson Shreve (R)                                                                                 |                            |                                |
| Indiana              | 7         |                              | André Carson (D)                                                                         | André Carson - 68,3%                                             | John Schmitz - 29,0%                                                                                     | Rusty Johnson (L) - 2,7%                                                                             |                            | André Carson (D)               |
| Indiana              | 8         |                              | Larry Bucshon (R)                                                                        | Erik Hurt - 29,4%                                                | Mark Messmer - 68,0%                                                                                     | Richard Fitzlaff (L) - 2,6%                                                                          |                            | Mark Messmer (R)               |
| Indiana              | 9         | Erin Houchin (R)             | Tim Peck - 32,7%                                                                         | Erin Houchin - 64,5%                                             | Russell Brooksbank (L) - 2,7%                                                                            | Erin Houchin (R)                                                                                     |                            |                                |
| Iowa                 | 1         | Mariannette Miller-Meeks (R) | Christina Bohannan - 49,9%                                                               | Mariannette Miller-Meeks - 50,1%                                 | | Mariannette Miller-Meeks (R)                                                                         |                            |                                |
| Iowa                 | 2         | Ashley Hinson (R)            | Sarah Corkery - 41,6%                                                                    | Ashley Hinson - 57,1%                                            | Jody Puffett (I) - 1,3%                                                                                  | Ashley Hinson (R)                                                                                    |                            |                                |
| Iowa                 | 3         | Zach Nunn (R)                | Lanon Baccam - 48,1%                                                                     | Zach Nunn - 51,9%                                                | | Zach Nunn (R)                                                                                        |                            |                                |
| Iowa                 | 4         | Randy Feenstra (R)           | Ryan Melton - 32,8%                                                                      | Randy Feenstra - 67,2%                                           | | Randy Feenstra (R)                                                                                   |                            |                                |
| Kansas               | 1         | Tracey Mann (R)              | Paul Buskirk - 30,7%                                                                     | Tracey Mann - 69,3%                                              | | Tracey Mann (R)                                                                                      |                            |                                |
| Kansas               | 2         | Jake LaTurner (R)            | Nancy Boyda - 38,3%                                                                      | Derek Schmidt - 57,1%                                            | John Hauer (L) - 4,6%                                                                                    | Derek Schmidt (R)                                                                                    |                            |                                |
| Kansas               | 3         |                              | Sharice Davids (D)                                                                       | Sharice Davids - 53,4%                                           | Prasanth Reddy - 42,6%                                                                                   | Steve Roberts (L) - 4,0%                                                                             |                            | Sharice Davids (D)             |
| Kansas               | 4         |                              | Ron Estes (R)                                                                            | Esau Freeman - 34,8%                                             | Ron Estes - 65,2%                                                                                        | |                            | Ron Estes (R)                  |
| Kentucky             | 1         | James Comer (R)              | Erin Marshall - 25,3%                                                                    | James Comer - 74,7%                                              | | James Comer (R)                                                                                      |                            |                                |
| Kentucky             | 2         | Brett Guthrie (R)            | Hank Linderman - 26,9%                                                                   | Brett Guthrie - 73,1%                                            | | Brett Guthrie (R)                                                                                    |                            |                                |
| Kentucky             | 3         |                              | Morgan McGarvey (D)                                                                      | Morgan McGarvey - 62,0%                                          | Mike Craven - 38,0%                                                                                      | |                            | Morgan McGarvey (D)            |
| Kentucky             | 4         |                              | Thomas Massie (R)                                                                        | -                                                                | Thomas Massie                                                                                            | |                            | Thomas Massie (R)              |
| Kentucky             | 5         | Hal Rogers (R)               | -                                                                                        | Hal Rogers                                                       | | Hal Rogers (R)                                                                                       |                            |                                |
| Kentucky             | 6         | Andy Barr (R)                | Randy Cravens - 36,6%                                                                    | Andy Barr - 63,4%                                                | | Andy Barr (R)                                                                                        |                            |                                |
| Louisiana            | 1         | Steve Scalise (R)            | Mel Manuel - 24,0%                                                                       | Steve Scalise - 66,8% Randall Arrington - 5,0% Ross Shale - 2,3% | Frankie Hyers (I) - 1,9%                                                                                 | Steve Scalise (R)                                                                                    |                            |                                |
| Louisiana            | 2         |                              | Troy Carter (D)                                                                          | Troy Carter - 60,3% Devin Davis - 10,6%                          | Christy Lynch - 13,6% Devin Graham - 12,8% Shorell Perrilloux - 2,6%                                     | |                            | Troy Carter (D)                |
| Louisiana            | 3         |                              | Clay Higgins (R)                                                                         | Priscilla Gonzalez - 18,7% Sadi Summerlin - 6,6%                 | Clay Higgins - 70,6% Xan John - 4,1%                                                                     | |                            | Clay Higgins (R)               |
| Louisiana            | 4         | Mike Johnson (R)             | -                                                                                        | Mike Johnson - 85,8% Joshua Morott - 14,2%                       | | Mike Johnson (R)                                                                                     |                            |                                |
| Louisiana            | 5         | Julia Letlow (R)             | Michael Vallien - 25,9%                                                                  | Julia Letlow - 62,9% Vinny Mendoza - 11,2%                       | | Julia Letlow (R)                                                                                     |                            |                                |
| Louisiana            | 6         | Garret Graves (R)            | Cleo Fields - 50,8% Quentin Anderson - 8,0% Peter Williams - 2,1% Wilken Jones Jr - 1,3% | Elbert Guillory - 37,7%                                          | | | Cleo Fields (D)            |                                |
| Maine                | 1         |                              | Chellie Pingree (D)                                                                      | Chellie Pingree - 58,6%                                          | Ronald Russell - 36,2%                                                                                   | Ethan Alcorne (I) - 4,9% Write-in - 0,3%                                                             | Chellie Pingree (D)        |                                |
| Maine                | 2         | Jared Golden (D)             | Jared Golden - 50,0%                                                                     | Austin Theriault - 49,9%                                         | Write-in - 0,2%                                                                                          | Jared Golden (D)                                                                                     |                            |                                |
| Maryland             | 1         |                              | Andy Harris (R)                                                                          | Blane Miller - 37,4%                                             | Andy Harris - 59,5%                                                                                      | Joshua O'Brien (L) - 3,1%                                                                            |                            | Andy Harris (R)                |
| Maryland             | 2         |                              | Dutch Ruppersberger (D)                                                                  | Johnny Olszewski - 58,3%                                         | Kimberly Klacik - 39,6%                                                                                  | Jasen Wunder (L) - 2,1%                                                                              |                            | Johnny Olszewski (D)           |
| Maryland             | 3         | John Sarbanes (D)            | Sarah Elfreth - 59,4%                                                                    | Robert Steinberger - 38,0%                                       | Miguel Barajas (L) - 2,6%                                                                                | Sarah Elfreth (D)                                                                                    |                            |                                |
| Maryland             | 4         | Glenn Ivey (D)               | Glenn Ivey - 88,8%                                                                       | George McDermott - 11,2%                                         | | Glenn Ivey (D)                                                                                       |                            |                                |
| Maryland             | 5         | Steny Hoyer (D)              | Steny Hoyer - 67,8%                                                                      | Michelle Talkington - 32,2%                                      | | Steny Hoyer (D)                                                                                      |                            |                                |
| Maryland             | 6         | David Trone (D)              | April McClain-Delaney - 53,2%                                                            | Neil Parrott - 46,8%                                             | | April McClain-Delaney (D)                                                                            |                            |                                |
| Maryland             | 7         | Kweisi Mfume (D)             | Kweisi Mfume - 80,4%                                                                     | Scott Collier - 17,2%                                            | Ronald Owens-Bey (L) - 2,4%                                                                              | Kweisi Mfume (D)                                                                                     |                            |                                |
| Maryland             | 8         | Jamie Raskin (D)             | Jamie Raskin - 77,0%                                                                     | Cheryl Riley - 20,5%                                             | | Jamie Raskin (D)                                                                                     |                            |                                |
| Massachusetts        | 1         | Richard Neal (D)             | Richard Neal - 62,5%                                                                     | -                                                                | Nadia Donya Milleron - 37,5%                                                                             | Richard Neal (D)                                                                                     |                            |                                |
| Massachusetts        | 2         | Jim McGovern (D)             | Jim McGovern - 68,6%                                                                     | -                                                                | Cornelius Shea (I) - 31,4%                                                                               | Jim McGovern (D)                                                                                     |                            |                                |
| Massachusetts        | 3         | Lori Trahan (D)              | Lori Trahan                                                                              | -                                                                | | Lori Trahan (D)                                                                                      |                            |                                |
| Massachusetts        | 4         | Jake Auchincloss (D)         | Jake Auchincloss                                                                         | -                                                                | | Jake Auchincloss (D)                                                                                 |                            |                                |
| Massachusetts        | 5         | Katherine Clark (D)          | Katherine Clark                                                                          | -                                                                | | Katherine Clark (D)                                                                                  |                            |                                |
| Massachusetts        | 6         | Seth Moulton (D)             | Seth Moulton                                                                             | -                                                                | | Seth Moulton (D)                                                                                     |                            |                                |
| Massachusetts        | 7         | Ayanna Pressley (D)          | Ayanna Pressley                                                                          | -                                                                | | Ayanna Pressley (D)                                                                                  |                            |                                |
| Massachusetts        | 8         | Stephen Lynch (D)            | Stephen Lynch - 70,2%                                                                    | Robert Burke - 29,8%                                             | | Stephen Lynch (D)                                                                                    |                            |                                |
| Massachusetts        | 9         | William Keating (D)          | William Keating - 56,4%                                                                  | Dan Sullivan - 43,6%                                             | | William Keating (D)                                                                                  |                            |                                |
| Michigan             | 1         |                              | Jack Bergman (R)                                                                         | Callie Barr - 37,9%                                              | Jack Bergman - 59,1%                                                                                     | Liz Hakola - 1,8% Andrew Gale (L) - 1,2%                                                             |                            | Jack Bergman (R)               |
| Michigan             | 2         | John Moolenaar (R)           | Michael Lynch - 31,7%                                                                    | John Moolenaar - 65,1%                                           | Ben DeJong (L) - 1,6% Scott Adams - 1,5%                                                                 | John Moolenaar (R)                                                                                   |                            |                                |
| Michigan             | 3         |                              | Hillary Scholten (D)                                                                     | Hillary Scholten - 53,7%                                         | Paul Hudson - 43,8%                                                                                      | Louis Palus - 1,3% Alex Avery (L) - 1,3%                                                             |                            | Hillary Scholten (D)           |
| Michigan             | 4         |                              | Bill Huizenga (R)                                                                        | Jessica Swartz - 43,4%                                           | Bill Huizenga - 55,1%                                                                                    | Clark Curtis - 1,6%                                                                                  |                            | Bill Huizenga (R)              |
| Michigan             | 5         | Tim Walberg (R)              | Libbi Urban - 32,7%                                                                      | Tim Walberg - 65,7%                                              | James Bronke (V) - 1,6%                                                                                  | Tim Walberg (R)                                                                                      |                            |                                |
| Michigan             | 6         |                              | Debbie Dingell (D)                                                                       | Debbie Dingell - 62,0%                                           | Heather Smiley - 35,0%                                                                                   | Clyde Shabazz (V) - 1,8% Bill Krebaum (L) - 1,2%                                                     |                            | Debbie Dingell (D)             |
| Michigan             | 7         | Elissa Slotkin (D)           | Curtis Hertel - 46,6%                                                                    | Tom Barrett - 50,3%                                              | Rachel Dailey (L) - 3,2%                                                                                 | | Tom Barrett (R)            |                                |
| Michigan             | 8         | Dan Kildee (D)               | Kristen McDonald Rivet - 51,2%                                                           | Paul Junge - 44,6%                                               | Kathy Goodwin - 2,0% Steve Barcelo (L) - 1,1% James Little - 0,6% Jim Casha (V) - 0,4%                   | | Kristen McDonald Rivet (D) |                                |
| Michigan             | 9         |                              | Lisa McClain (R)                                                                         | Clinton St. Mosley - 29,5%                                       | Lisa McClain - 66,8%                                                                                     | Jim Walkowicz - 2,6% Kevin Vayko (L) - 1,1%                                                          |                            | Lisa McClain (R)               |
| Michigan             | 10        | John James (R)               | Carl Marlinga - 45,0%                                                                    | John James - 51,1%                                               | Liz Hakola - 2,6% Mike Salibo (L) - 1,3%                                                                 | John James (R)                                                                                       |                            |                                |
| Michigan             | 11        |                              | Haley Stevens (D)                                                                        | Haley Stevens - 58,2%                                            | Nick Somberg - 39,6%                                                                                     | Douglas Campbell (V) - 2,2%                                                                          |                            | Haley Stevens (D)              |
| Michigan             | 12        | Rashida Tlaib (D)            | Rashida Tlaib - 69,7%                                                                    | James Hooper - 25,4%                                             | Gary Walkowicz - 2,6% Gary Walkowicz (V) - 2,3%                                                          | Rashida Tlaib (D)                                                                                    |                            |                                |
| Michigan             | 13        | Shri Thanedar (D)            | Shri Thanedar - 68,6%                                                                    | Martell Bivings - 24,5%                                          | Simone Coleman - 4,2% Chris Clark (L) - 1,8% Chris Dardzinski - 0,9%                                     | Shri Thanedar (D)                                                                                    |                            |                                |
| Minnesota            | 1         |                              | Brad Finstad (R)                                                                         | Rachel Bohman - 41,4%                                            | Brad Finstad - 58,6%                                                                                     | |                            | Brad Finstad (R)               |
| Minnesota            | 2         |                              | Angie Craig (DFL)                                                                        | Angie Craig - 55,6%                                              | Joe Teirab - 42,1%                                                                                       | Tom Bowman (C) - 2,3%                                                                                |                            | Angie Craig (DFL)              |
| Minnesota            | 3         | Dean Phillips (DFL)          | Kelly Morrison - 58,5%                                                                   | Tad Jude - 41,5%                                                 | | Kelly Morrison (DFL)                                                                                 |                            |                                |
| Minnesota            | 4         | Betty McCollum (DFL)         | Betty McCollum - 67,4%                                                                   | May Lor Xiong - 32,6%                                            | | Betty McCollum (DFL)                                                                                 |                            |                                |
| Minnesota            | 5         | Ilhan Omar (DFL)             | Ilhan Omar - 75,2%                                                                       | Dalia al-Aqidi - 24,8%                                           | | Ilhan Omar (DFL)                                                                                     |                            |                                |
| Minnesota            | 6         |                              | Tom Emmer (R)                                                                            | Jeanne Hendricks - 37,5%                                         | Tom Emmer - 62,5%                                                                                        | |                            | Tom Emmer (R)                  |
| Minnesota            | 7         | Michelle Fischbach (R)       | A. J. Peters - 29,5%                                                                     | Michelle Fischbach - 70,5%                                       | | Michelle Fischbach (R)                                                                               |                            |                                |
| Minnesota            | 8         | Pete Stauber (R)             | Jennifer Schultz - 42,0%                                                                 | Pete Stauber - 58,0%                                             | | Pete Stauber (R)                                                                                     |                            |                                |
| Mississippi          | 1         | Trent Kelly (R)              | Dianne Black - 29,9%                                                                     | Trent Kelly - 70,1%                                              | | Trent Kelly (R)                                                                                      |                            |                                |
| Mississippi          | 2         |                              | Bennie Thompson (D)                                                                      | Bennie Thompson - 61,8%                                          | Ron Eller - 38,2%                                                                                        | |                            | Bennie Thompson (D)            |
| Mississippi          | 3         |                              | Michael Guest (R)                                                                        | -                                                                | Michael Guest                                                                                            | |                            | Michael Guest (R)              |
| Mississippi          | 4         | Mike Ezell (R)               | Craig Raybon - 26,0%                                                                     | Mike Ezell - 74,0%                                               | | Mike Ezell (R)                                                                                       |                            |                                |
| Missouri             | 1         |                              | Cori Bush (D)                                                                            | Wesley Bell - 75,9%                                              | Andrew Jones - 18,4%                                                                                     | Rochelle Riggins (L) - 3,3% Don Fitz (V) - 1,7% Blake Ashby - 1,1%                                   |                            | Wesley Bell (D)                |
| Missouri             | 2         |                              | Ann Wagner (R)                                                                           | Ray Hartmann - 42,5%                                             | Ann Wagner - 54,5%                                                                                       | Brandon Daugherty (L) - 2,1% Shelby Davis (V) - 0,9%                                                 |                            | Ann Wagner (R)                 |
| Missouri             | 3         | Blaine Luetkemeyer (R)       | Bethany Mann - 35,3%                                                                     | Bob Onder - 61,3%                                                | Jordan Rowden (L) - 2,4% William Hastings (V) - 1,0%                                                     | Bob Onder (R)                                                                                        |                            |                                |
| Missouri             | 4         | Mark Alford (R)              | Jeanette Cass - 26,4%                                                                    | Mark Alford - 71,1%                                              | Thomas Holbrook (L) - 2,5%                                                                               | Mark Alford (R)                                                                                      |                            |                                |
| Missouri             | 5         |                              | Emanuel Cleaver (D)                                                                      | Emanuel Cleaver - 60,2%                                          | Sean Smith - 36,4%                                                                                       | Bill Wayne (L) - 2,0% Michael Day (V) - 1,3%                                                         |                            | Emanuel Cleaver (D)            |
| Missouri             | 6         |                              | Sam Graves (R)                                                                           | Pam May - 26,9%                                                  | Sam Graves - 70,7%                                                                                       | Andy Maidment (L) - 1,6% Mike Diel (V) - 0,8%                                                        |                            | Sam Graves (R)                 |
| Missouri             | 7         | Eric Burlison (R)            | Missi Hesketh - 26,2%                                                                    | Eric Burlison - 71,6%                                            | Kevin Craig (L) - 2,2%                                                                                   | Eric Burlison (R)                                                                                    |                            |                                |
| Missouri             | 8         | Jason Smith (R)              | Randi McCallian - 21,8%                                                                  | Jason Smith - 76,2%                                              | Jake Dawson (L) - 2,0%                                                                                   | Jason Smith (R)                                                                                      |                            |                                |
| Montana              | 1         | Ryan Zinke (R)               | Monica Tranel - 44,6%                                                                    | Ryan Zinke - 52,3%                                               | Dennis Hayes (L) - 3,1%                                                                                  | Ryan Zinke (R)                                                                                       |                            |                                |
| Montana              | 2         | Matt Rosendale (R)           | John Driscoll - 34,0%                                                                    | Troy Downing - 66,0%                                             | | Troy Downing (R)                                                                                     |                            |                                |
| Nebraska             | 1         | Mike Flood (R)               | Carol Blood - 39,9%                                                                      | Mike Flood - 60,1%                                               | | Mike Flood (R)                                                                                       |                            |                                |
| Nebraska             | 2         | Don Bacon (R)                | Tony Vargas - 49,1%                                                                      | Don Bacon - 50,9%                                                | | Don Bacon (R)                                                                                        |                            |                                |
| Nebraska             | 3         | Adrian Smith (R)             | Daniel Ebers - 19,6%                                                                     | Adrian Smith - 80,4%                                             | | Adrian Smith (R)                                                                                     |                            |                                |
| Nevada               | 1         |                              | Dina Titus (D)                                                                           | Mark Robertson - 44,6%                                           | Dina Titus - 52,0%                                                                                       | Ron Quince (I) - 1,0% William Hoge - 0,8% David Havlicek (L) - 0,8% David Goossen (I) - 0,8%         |                            | Dina Titus (D)                 |
| Nevada               | 2         |                              | Mark Amodei (R)                                                                          | -                                                                | Mark Amodei - 55,0%                                                                                      | Greg Kidd (I) - 36,1% Lynn Chapman - 5,0% Javi Tachiquin (L) - 4,0%                                  |                            | Mark Amodei (R)                |
| Nevada               | 3         |                              | Susie Lee (D)                                                                            | Susie Lee - 51,4%                                                | Drew Johnson - 48,6%                                                                                     | |                            | Susie Lee (D)                  |
| Nevada               | 4         | Steven Horsford (D)          | Steven Horsford - 52,7%                                                                  | John Lee - 44,6%                                                 | Russell Best - 1,5% Timothy Ferreira (L) - 1,3%                                                          | Steven Horsford (D)                                                                                  |                            |                                |
| New Hampshire        | 1         | Chris Pappas (D)             | Chris Pappas - 54,0%                                                                     | Russell Prescott - 46,0%                                         | | Chris Pappas (D)                                                                                     |                            |                                |
| New Hampshire        | 2         | Annie Kuster (D)             | Maggie Goodlander - 52,9%                                                                | Lily Tang Williams - 47,1%                                       | | Maggie Goodlander (D)                                                                                |                            |                                |
| New Jersey           | 1         | Donald Norcross (D)          | Donald Norcross - 57,8%                                                                  | Teddy Liddell - 40,0%                                            | Robin Brownfield (V) - 1,6% Austin Johnson (I) - 0,6%                                                    | Donald Norcross (D)                                                                                  |                            |                                |
| New Jersey           | 2         |                              | Jeff Van Drew (R)                                                                        | Joe Salerno - 41,2%                                              | Jeff Van Drew - 58,1%                                                                                    | Thomas Cannavo (V) - 0,7%                                                                            |                            | Jeff Van Drew (R)              |
| New Jersey           | 3         |                              | Andy Kim (D)                                                                             | Herb Conaway - 53,2%                                             | Rajesh Mohan - 44,7%                                                                                     | Steven Welzer (V) - 0,9% Chris Russomanno (L) - 0,5% Douglas Wynn (I) - 0,4% John Barbera (I) - 0,3% |                            | Herb Conaway (D)               |
| New Jersey           | 4         |                              | Chris Smith (R)                                                                          | Matthew Jenkins - 31,7%                                          | Chris Smith - 67,4%                                                                                      | John Morrison (L) - 0,5% Barry Bendar (V) - 0,5%                                                     |                            | Chris Smith (R)                |
| New Jersey           | 5         |                              | Josh Gottheimer (D)                                                                      | Josh Gottheimer - 54,6%                                          | Mary Jo Guinchard - 43,3%                                                                                | Beau Forte (V) - 0,9% James Tosone (L) - 0,6% Aamir Arif (I) - 0,6%                                  |                            | Josh Gottheimer (D)            |
| New Jersey           | 6         | Frank Pallone (D)            | Frank Pallone - 56,1%                                                                    | Scott Fegler - 40,3%                                             | Fahad Akhtar (I) - 1,6% Herb Tarbous (V) - 1,4% Matthew Amitrano (L) - 0,6%                              | Frank Pallone (D)                                                                                    |                            |                                |
| New Jersey           | 7         |                              | Thomas Kean Jr. (R)                                                                      | Sue Altman - 46,4%                                               | Thomas Kean Jr. - 51,8%                                                                                  | Andrew Black (V) - 1,0% Lana Leguia (L) - 0,9%                                                       |                            | Thomas Kean Jr. (R)            |
| New Jersey           | 8         |                              | Rob Menendez (D)                                                                         | Rob Menendez - 59,2%                                             | Anthony Valdes - 34,6%                                                                                   | Christian Robbins (V) - 2,8% Pablo Olivera (L) - 2,2% Lea Sherman (S) - 1,2%                         |                            | Rob Menendez (D)               |
| New Jersey           | 9         | Bill Pascrell (D)            | Nellie Pou - 50,8%                                                                       | Billy Prempeh - 45,2%                                            | Benjamin Taylor (V) - 2,0% Bruno Pereira (L) - 1,4%                                                      | Nellie Pou (D)                                                                                       |                            |                                |
| New Jersey           | 10        | LaMonica McIver (D)          | LaMonica McIver - 74,4%                                                                  | Carmen Bucco - 22,2%                                             | Jose Serrano (V) - 1,3% Cynthia Johnson (I) - 0,9% Michelle Middleton (I) - 0,7% Donna Weiss (I) - 0,5%  | LaMonica McIver (D)                                                                                  |                            |                                |
| New Jersey           | 11        | Mikie Sherrill (D)           | Mikie Sherrill - 56,5%                                                                   | Joseph Belnome - 41,8%                                           | Lily Benavides (V) - 1,2% Joshua Lanzara (I) - 0,5%                                                      | Mikie Sherrill (D)                                                                                   |                            |                                |
| New Jersey           | 12        | Bonnie Watson Coleman (D)    | Bonnie Watson Coleman - 61,2%                                                            | Darius Mayfield - 36,4%                                          | Kim Meudt (V) - 1,4% Vic Kaplan (L) - 0,9%                                                               | Bonnie Watson Coleman (D)                                                                            |                            |                                |
| New York             | 1         |                              | Nick LaLota (R)                                                                          | John Avlon - 44,3%                                               | Nick LaLota - 55,7%                                                                                      | |                            | Nick LaLota (R)                |
| New York             | 2         | Andrew Garbarino (R)         | Rob Lubin - 39,8%                                                                        | Andrew Garbarino - 60,2%                                         | | Andrew Garbarino (R)                                                                                 |                            |                                |
| New York             | 3         |                              | Tom Suozzi (D)                                                                           | Tom Suozzi - 51,7%                                               | Michael LiPetri - 48,3%                                                                                  | |                            | Tom Suozzi (D)                 |
| New York             | 4         |                              | Anthony D'Esposito (R)                                                                   | Laura Gillen - 51,2%                                             | Anthony D'Esposito - 48,8%                                                                               | | Laura Gillen (D)           |                                |
| New York             | 5         |                              | Gregory Meeks (D)                                                                        | Gregory Meeks - 72,9%                                            | Paul King - 27,1%                                                                                        | | Gregory Meeks (D)          |                                |
| New York             | 6         | Grace Meng (D)               | Grace Meng - 60,7%                                                                       | Thomas Zmich - 37,6%                                             | Joseph Chou - 1,7%                                                                                       | Grace Meng (D)                                                                                       |                            |                                |
| New York             | 7         | Nydia Velázquez (D)          | Nydia Velázquez - 78,1%                                                                  | William Kregler - 21,9%                                          | | Nydia Velázquez (D)                                                                                  |                            |                                |
| New York             | 8         | Hakeem Jeffries (D)          | Hakeem Jeffries - 75,4%                                                                  | John Delaney - 24,6%                                             | | Hakeem Jeffries (D)                                                                                  |                            |                                |
| New York             | 9         | Yvette Clarke (D)            | Yvette Clarke - 74,3%                                                                    | Menachem Raitport - 25,7%                                        | | Yvette Clarke (D)                                                                                    |                            |                                |
| New York             | 10        | Dan Goldman (D)              | Dan Goldman - 82,3%                                                                      | Alex Dodenhoff - 15,0%                                           | Paul Briscoe - 2,7%                                                                                      | Dan Goldman (D)                                                                                      |                            |                                |
| New York             | 11        |                              | Nicole Malliotakis (R)                                                                   | Andrea Morse - 35,9%                                             | Nicole Malliotakis - 64,1%                                                                               | |                            | Nicole Malliotakis (R)         |
| New York             | 12        |                              | Jerry Nadler (D)                                                                         | Jerry Nadler - 80,5%                                             | Michael Zumbluskas - 19,5%                                                                               | |                            | Jerry Nadler (D)               |
| New York             | 13        | Adriano Espaillat (D)        | Adriano Espaillat - 83,5%                                                                | Ruben Vargas - 16,5%                                             | | Adriano Espaillat (D)                                                                                |                            |                                |
| New York             | 14        | Alexandria Ocasio-Cortez (D) | Alexandria Ocasio-Cortez - 69,2%                                                         | Tina Forte - 30,8%                                               | | Alexandria Ocasio-Cortez (D)                                                                         |                            |                                |
| New York             | 15        | Ritchie Torres (D)           | Ritchie Torres - 76,5%                                                                   | Gonzalo Duran - 21,1%                                            | Jose Vega - 2,4%                                                                                         | Ritchie Torres (D)                                                                                   |                            |                                |
| New York             | 16        | Jamaal Bowman (D)            | George Latimer - 71,6%                                                                   | Miriam Levitt Flisser - 28,4%                                    | | George Latimer (D)                                                                                   |                            |                                |
| New York             | 17        |                              | Mike Lawler (R)                                                                          | Mondaire Jones - 45,9%                                           | Mike Lawler - 52,1%                                                                                      | Anthony Frascone (WF) - 2,0%                                                                         |                            | Mike Lawler (R)                |
| New York             | 18        |                              | Pat Ryan (D)                                                                             | Pat Ryan - 57,2%                                                 | Alison Esposito - 42,8%                                                                                  | |                            | Pat Ryan (D)                   |
| New York             | 19        |                              | Marc Molinaro (R)                                                                        | Josh Riley - 51,1%                                               | Marc Molinaro - 48,9%                                                                                    | | Josh Riley (D)             |                                |
| New York             | 20        |                              | Paul Tonko (D)                                                                           | Paul Tonko - 61,2%                                               | Kevin Waltz - 38,8%                                                                                      | | Paul Tonko (D)             |                                |
| New York             | 21        |                              | Elise Stefanik (R)                                                                       | Paula Collins - 37,8%                                            | Elise Stefanik - 62,2%                                                                                   | |                            | Elise Stefanik (R)             |
| New York             | 22        | Brandon Williams (R)         | John Mannion - 54,5%                                                                     | Brandon Williams - 45,5%                                         | | | John Mannion (D)           |                                |
| New York             | 23        | Nick Langworthy (R)          | Thomas Carle - 34,2%                                                                     | Nick Langworthy - 65,8%                                          | | | Nick Langworthy (R)        |                                |
| New York             | 24        | Claudia Tenney (R)           | David Wagenhauser - 34,3%                                                                | Claudia Tenney - 65,7%                                           | | Claudia Tenney (R)                                                                                   |                            |                                |
| New York             | 25        |                              | Joseph Morelle (D)                                                                       | Joseph Morelle - 60,7%                                           | Gregg Sadwick - 39,3%                                                                                    | |                            | Joseph Morelle (D)             |
| New York             | 26        | Tim Kennedy (D)              | Tim Kennedy - 65,1%                                                                      | Anthony Marecki - 34,9%                                          | | Tim Kennedy (D)                                                                                      |                            |                                |
| Nuovo Messico        | 1         | Melanie Stansbury (D)        | Melanie Stansbury - 56,4%                                                                | Steve Jones - 43,6%                                              | | Melanie Stansbury (D)                                                                                |                            |                                |
| Nuovo Messico        | 2         | Gabe Vasquez (D)             | Gabe Vasquez - 52,1%                                                                     | Yvette Herrell - 47,9%                                           | | Gabe Vasquez (D)                                                                                     |                            |                                |
| Nuovo Messico        | 3         | Teresa Leger Fernandez (D)   | Teresa Leger Fernandez - 56,3%                                                           | Sharon Clahchischilliage - 43,7%                                 | | Teresa Leger Fernandez (D)                                                                           |                            |                                |
| Ohio                 | 1         | Greg Landsman (D)            | Greg Landsman - 54,4%                                                                    | Orlando Sonza - 45,6%                                            | | Greg Landsman (D)                                                                                    |                            |                                |
| Ohio                 | 2         |                              | Brad Wenstrup (R)                                                                        | Samantha Meadows - 26,5%                                         | David Taylor - 73,5%                                                                                     | |                            | David Taylor (R)               |
| Ohio                 | 3         |                              | Joyce Beatty (D)                                                                         | Joyce Beatty - 70,7%                                             | Michael Young - 29,3%                                                                                    | |                            | Joyce Beatty (D)               |
| Ohio                 | 4         |                              | Jim Jordan (R)                                                                           | Tamie Wilson - 31,5%                                             | Jim Jordan - 68,5%                                                                                       | |                            | Jim Jordan (R)                 |
| Ohio                 | 5         | Bob Latta (R)                | Keith Mundy - 32,5%                                                                      | Bob Latta - 67,5%                                                | | Bob Latta (R)                                                                                        |                            |                                |
| Ohio                 | 6         | Michael Rulli (R)            | Michael Kripchak - 33,3%                                                                 | Michael Rulli - 66,7%                                            | | Michael Rulli (R)                                                                                    |                            |                                |
| Ohio                 | 7         | Max Miller (R)               | Matt Diemer - 36,1%                                                                      | Max Miller - 51,1%                                               | Dennis Kucinich (I) - 12,8%                                                                              | Max Miller (R)                                                                                       |                            |                                |
| Ohio                 | 8         | Warren Davidson (R)          | Vanessa Enoch - 37,0%                                                                    | Warren Davidson - 63,0%                                          | | Warren Davidson (R)                                                                                  |                            |                                |
| Ohio                 | 9         |                              | Marcy Kaptur (D)                                                                         | Marcy Kaptur - 48,3%                                             | Derek Merrin - 47,6%                                                                                     | Tom Pruss (L) - 4,1%                                                                                 |                            | Marcy Kaptur (D)               |
| Ohio                 | 10        |                              | Mike Turner (R)                                                                          | Amy Cox - 39,1%                                                  | Mike Turner - 57,8%                                                                                      | Michael Harbaugh (I) - 3,1%                                                                          |                            | Mike Turner (R)                |
| Ohio                 | 11        |                              | Shontel Brown (D)                                                                        | Shontel Brown - 78,3%                                            | Alan Rapoport - 19,7%                                                                                    | Sean Freeman (I) - 2,0%                                                                              |                            | Shontel Brown (D)              |
| Ohio                 | 12        |                              | Troy Balderson (R)                                                                       | Jerrad Christian - 31,4%                                         | Troy Balderson - 68,6%                                                                                   | |                            | Troy Balderson (R)             |
| Ohio                 | 13        |                              | Emilia Sykes (D)                                                                         | Emilia Sykes - 51,0%                                             | Kevin Coughlin - 49,0%                                                                                   | |                            | Emilia Sykes (D)               |
| Ohio                 | 14        |                              | David Joyce (R)                                                                          | Brian Kenderes - 36,6%                                           | David Joyce - 63,4%                                                                                      | |                            | David Joyce (R)                |
| Ohio                 | 15        | Mike Carey (R)               | Adam Miller - 43,5%                                                                      | Mike Carey - 56,5%                                               | | Mike Carey (R)                                                                                       |                            |                                |
| Oklahoma             | 1         | Kevin Hern (R)               | Dennis Baker - 34,5%                                                                     | Kevin Hern - 60,4%                                               | Mark Sanders (I) - 5,0%                                                                                  | Kevin Hern (R)                                                                                       |                            |                                |
| Oklahoma             | 2         | Josh Brecheen (R)            | Brandon Wade - 21,4%                                                                     | Josh Brecheen - 74,2%                                            | Ronnie Hopkins (I) - 4,4%                                                                                | Josh Brecheen (R)                                                                                    |                            |                                |
| Oklahoma             | 3         | Frank Lucas (R)              | -                                                                                        | Frank Lucas                                                      | | Frank Lucas (R)                                                                                      |                            |                                |
| Oklahoma             | 4         | Tom Cole (R)                 | Mary Brannon - 28,3%                                                                     | Tom Cole - 65,2%                                                 | James Stacy (I) - 6,5%                                                                                   | Tom Cole (R)                                                                                         |                            |                                |
| Oklahoma             | 5         | Stephanie Bice (R)           | Madison Horn - 39,3%                                                                     | Stephanie Bice - 60,7%                                           | | Stephanie Bice (R)                                                                                   |                            |                                |
| Oregon               | 1         |                              | Suzanne Bonamici (D)                                                                     | Suzanne Bonamici - 68,8%                                         | Bob Todd - 28,2%                                                                                         | Joe Christman (L) - 3,1%                                                                             |                            | Suzanne Bonamici (D)           |
| Oregon               | 2         |                              | Cliff Bentz (R)                                                                          | Dan Ruby - 32,8%                                                 | Cliff Bentz - 64,0%                                                                                      | Michael Stettler (C) - 3,2%                                                                          |                            | Cliff Bentz (R)                |
| Oregon               | 3         |                              | Earl Blumenauer (D)                                                                      | Maxine Dexter - 68,0%                                            | Joanna Harbour - 35,2%                                                                                   | David Walker (P) - 3,1% Joe Meyer (V) - 3,0% David Frosch (C) - 0,7%                                 |                            | Maxine Dexter (D)              |
| Oregon               | 4         | Val Hoyle (D)                | Val Hoyle - 51,8%                                                                        | Monique DeSpain - 44,0%                                          | Justin Filip (V) - 2,7% Dan Bahlen (L) - 1,7%                                                            | Val Hoyle (D)                                                                                        |                            |                                |
| Oregon               | 5         |                              | Lori Chavez-DeRemer (R)                                                                  | Janelle Bynum - 47,6%                                            | Lori Chavez-DeRemer - 45,2%                                                                              | Brett Smith (I) - 4,6% Sonja Feintech (L) - 1,5% Andrea Townsend (V) - 1,1%                          | Janelle Bynum (D)          |                                |
| Oregon               | 6         |                              | Andrea Salinas (D)                                                                       | Andrea Salinas - 53,4%                                           | Mike Erickson - 46,6%                                                                                    | | Andrea Salinas (D)         |                                |
| Pennsylvania         | 1         |                              | Brian Fitzpatrick (R)                                                                    | Ashley Ehasz - 43,6%                                             | Brian Fitzpatrick - 56,4%                                                                                | |                            | Brian Fitzpatrick (R)          |
| Pennsylvania         | 2         |                              | Brendan Boyle (D)                                                                        | Brendan Boyle - 71,5%                                            | Aaron Bashir - 28,5%                                                                                     | |                            | Brendan Boyle (D)              |
| Pennsylvania         | 3         | Dwight Evans (D)             | Dwight Evans                                                                             | -                                                                | | Dwight Evans (D)                                                                                     |                            |                                |
| Pennsylvania         | 4         | Madeleine Dean (D)           | Madeleine Dean - 59,1%                                                                   | David Winkler - 40,9%                                            | | Madeleine Dean (D)                                                                                   |                            |                                |
| Pennsylvania         | 5         | Mary Gay Scanlon (D)         | Mary Gay Scanlon - 65,3%                                                                 | Alfeia DeVaughn-Goodwin - 34,7%                                  | | Mary Gay Scanlon (D)                                                                                 |                            |                                |
| Pennsylvania         | 6         | Chrissy Houlahan (D)         | Chrissy Houlahan - 56,2%                                                                 | Neil Young Jr. - 43,8%                                           | | Chrissy Houlahan (D)                                                                                 |                            |                                |
| Pennsylvania         | 7         | Susan Wild (D)               | Susan Wild - 49,5%                                                                       | Ryan Mackenzie - 50,5%                                           | | | Ryan Mackenzie (R)         |                                |
| Pennsylvania         | 8         | Matt Cartwright (D)          | Matt Cartwright - 49,2%                                                                  | Rob Bresnahan - 50,8%                                            | | Rob Bresnahan (R)                                                                                    |                            |                                |
| Pennsylvania         | 9         |                              | Dan Meuser (R)                                                                           | Amanda Waldman - 29,5%                                           | Dan Meuser - 70,5%                                                                                       | | Dan Meuser (R)             |                                |
| Pennsylvania         | 10        | Scott Perry (R)              | Janelle Stelson - 49,4%                                                                  | Scott Perry - 50,6%                                              | | Scott Perry (R)                                                                                      |                            |                                |
| Pennsylvania         | 11        | Lloyd Smucker (R)            | Jim Atkinson - 37,1%                                                                     | Lloyd Smucker - 62,9%                                            | | Lloyd Smucker (R)                                                                                    |                            |                                |
| Pennsylvania         | 12        |                              | Summer Lee (D)                                                                           | Summer Lee - 56,4%                                               | James Hayes - 43,6%                                                                                      | |                            | Summer Lee (D)                 |
| Pennsylvania         | 13        |                              | John Joyce (R)                                                                           | Beth Farnham - 25,8%                                             | John Joyce - 74,2%                                                                                       | |                            | John Joyce (R)                 |
| Pennsylvania         | 14        | Guy Reschenthaler (R)        | Christopher Dziados - 33,4%                                                              | Guy Reschenthaler - 66,6%                                        | | Guy Reschenthaler (R)                                                                                |                            |                                |
| Pennsylvania         | 15        | Glenn Thompson (R)           | Zacheray Womer - 28,5%                                                                   | Glenn Thompson - 71,5%                                           | | Glenn Thompson (R)                                                                                   |                            |                                |
| Pennsylvania         | 16        | Mike Kelly (R)               | Preston Nouri - 36,3%                                                                    | Mike Kelly - 63,7%                                               | | Mike Kelly (R)                                                                                       |                            |                                |
| Pennsylvania         | 17        |                              | Chris Deluzio (D)                                                                        | Chris Deluzio - 53,9%                                            | Rob Mercuri - 46,1%                                                                                      | |                            | Chris Deluzio (D)              |
| Rhode Island         | 1         | Gabe Amo (D)                 | Gabe Amo - 63,1%                                                                         | Allen Waters - 32,2%                                             | C. D. Reynolds (I) - 4,7%                                                                                | Gabe Amo (D)                                                                                         |                            |                                |
| Rhode Island         | 2         | Seth Magaziner (D)           | Seth Magaziner - 58,3%                                                                   | Steve Corvi - 41,7%                                              | | Seth Magaziner (D)                                                                                   |                            |                                |
| Tennessee            | 1         |                              | Diana Harshbarger (R)                                                                    | Kevin Jenkins - 19,4%                                            | Diana Harshbarger - 78,1%                                                                                | Richard Baker (I) - 1,7% Levi Brake (I) - 0,8%                                                       |                            | Diana Harshbarger (R)          |
| Tennessee            | 2         | Tim Burchett (R)             | Jane George - 30,7%                                                                      | Tim Burchett - 69,3%                                             | | Tim Burchett (R)                                                                                     |                            |                                |
| Tennessee            | 3         | Chuck Fleischmann (R)        | Jack Allen - 29,4%                                                                       | Chuck Fleischmann - 67,5%                                        | Scooter King (I) - 1,7% Jean Howard-Hill (I) - 1,5%                                                      | Chuck Fleischmann (R)                                                                                |                            |                                |
| Tennessee            | 4         | Scott DesJarlais (R)         | Victoria Broderick - 26,8%                                                               | Scott DesJarlais - 70,0%                                         | Keith Nolan (I) - 1,8% Earnest Ensley (I) - 1,5%                                                         | Scott DesJarlais (R)                                                                                 |                            |                                |
| Tennessee            | 5         | Andy Ogles (R)               | Maryam Abolfazli - 39,5%                                                                 | Andy Ogles - 56,8%                                               | Jim Larkin (I) - 2,1% Bob Titley (I) - 0,9% Yomi Faparusi (I) - 0,7%                                     | Andy Ogles (R)                                                                                       |                            |                                |
| Tennessee            | 6         | John Rose (R)                | Lore Bergman - 32,0%                                                                     | John Rose - 68,0%                                                | | John Rose (R)                                                                                        |                            |                                |
| Tennessee            | 7         | Mark Green (R)               | Megan Barry - 38,1%                                                                      | Mark Green - 59,5%                                               | Shaun Greene (I) - 2,4%                                                                                  | Mark Green (R)                                                                                       |                            |                                |
| Tennessee            | 8         | David Kustoff (R)            | Sarah Freeman - 25,6%                                                                    | David Kustoff - 72,3%                                            | James Hart (I) - 2,1%                                                                                    | David Kustoff (R)                                                                                    |                            |                                |
| Tennessee            | 9         |                              | Steve Cohen (D)                                                                          | Steve Cohen - 71,3%                                              | Charlotte Bergmann - 25,7%                                                                               | Wendell Wells (I) - 1,7% Dennis Clark (I) - 1,4%                                                     |                            | Steve Cohen (D)                |
| Texas                | 1         |                              | Nathaniel Moran (R)                                                                      | -                                                                | Nathaniel Moran                                                                                          | |                            | Nathaniel Moran (R)            |
| Texas                | 2         | Dan Crenshaw (R)             | Peter Filler - 34,3%                                                                     | Dan Crenshaw - 65,7%                                             | | Dan Crenshaw (R)                                                                                     |                            |                                |
| Texas                | 3         | Keith Self (R)               | Sandeep Srivastava - 37,4%                                                               | Keith Self - 62,6%                                               | | Keith Self (R)                                                                                       |                            |                                |
| Texas                | 4         | Pat Fallon (R)               | Simon Cardell - 31,5%                                                                    | Pat Fallon - 68,5%                                               | | Pat Fallon (R)                                                                                       |                            |                                |
| Texas                | 5         | Lance Gooden (R)             | Ruth Torres - 35,8%                                                                      | Lance Gooden - 64,2%                                             | | Lance Gooden (R)                                                                                     |                            |                                |
| Texas                | 6         | Jake Ellzey (R)              | John Love III - 34,3%                                                                    | Jake Ellzey - 65,7%                                              | | Jake Ellzey (R)                                                                                      |                            |                                |
| Texas                | 7         |                              | Lizzie Fletcher (D)                                                                      | Lizzie Fletcher - 61,2%                                          | Caroline Kane - 38,8%                                                                                    | |                            | Lizzie Fletcher (D)            |
| Texas                | 8         |                              | Morgan Luttrell (R)                                                                      | Laura Jones - 31,7%                                              | Morgan Luttrell - 68,3%                                                                                  | |                            | Morgan Luttrell (R)            |
| Texas                | 9         |                              | Al Green (D)                                                                             | Al Green                                                         | - | |                            | Al Green (D)                   |
| Texas                | 10        |                              | Michael McCaul (R)                                                                       | Theresa Boisseau - 34,0%                                         | Michael McCaul - 63,6%                                                                                   | Jeff Miller (L) - 2,4%                                                                               |                            | Michael McCaul (R)             |
| Texas                | 11        | August Pfluger (R)           | -                                                                                        | August Pfluger                                                   | | August Pfluger (R)                                                                                   |                            |                                |
| Texas                | 12        | Kay Granger (R)              | Trey Hunt - 36,5%                                                                        | Kay Granger - 63,5%                                              | | Kay Granger (R)                                                                                      |                            |                                |
| Texas                | 13        | Ronny Jackson (R)            | -                                                                                        | Ronny Jackson                                                    | | Ronny Jackson (R)                                                                                    |                            |                                |
| Texas                | 14        | Randy Weber (R)              | Rhonda Hart - 31,3%                                                                      | Randy Weber - 68,7%                                              | | Randy Weber (R)                                                                                      |                            |                                |
| Texas                | 15        | Monica De La Cruz (R)        | Michelle Vallejo - 42,9%                                                                 | Monica De La Cruz - 57,1%                                        | | Monica De La Cruz (R)                                                                                |                            |                                |
| Texas                | 16        |                              | Veronica Escobar (D)                                                                     | Veronica Escobar - 59,5%                                         | Irene Armendariz-Jackson - 40,5%                                                                         | |                            | Veronica Escobar (D)           |
| Texas                | 17        |                              | Pete Sessions (R)                                                                        | Mark Lorenzen - 33,6%                                            | Pete Sessions - 66,4%                                                                                    | |                            | Pete Sessions (R)              |
| Texas                | 18        |                              | Sheila Jackson Lee (D)                                                                   | Sylvester Turner - 69,4%                                         | Lana Centonze - 30,6%                                                                                    | |                            | Sylvester Turner (D)           |
| Texas                | 19        |                              | Jodey Arrington (R)                                                                      | -                                                                | Jodey Arrington - 80,7%                                                                                  | Nathan Lewis (I) - 10,3% Bernard Johnson (L) - 9,0%                                                  |                            | Jodey Arrington (R)            |
| Texas                | 20        |                              | Joaquin Castro (D)                                                                       | Joaquin Castro                                                   | - | |                            | Joaquin Castro (D)             |
| Texas                | 21        |                              | Chip Roy (R)                                                                             | Kristin Hook - 36,0%                                             | Chip Roy - 61,9%                                                                                         | Bob King (L) - 2,1%                                                                                  |                            | Chip Roy (R)                   |
| Texas                | 22        | Troy Nehls (R)               | Marquette Greene-Scott - 37,8%                                                           | Troy Nehls - 62,2%                                               | | Troy Nehls (R)                                                                                       |                            |                                |
| Texas                | 23        | Tony Gonzales (R)            | Santos Limon - 37,7%                                                                     | Tony Gonzales - 62,3%                                            | | Tony Gonzales (R)                                                                                    |                            |                                |
| Texas                | 24        | Beth Van Duyne (R)           | Sam Eppler - 39,5%                                                                       | Beth Van Duyne - 60,5%                                           | | Beth Van Duyne (R)                                                                                   |                            |                                |
| Texas                | 25        | Roger Williams (R)           | -                                                                                        | Roger Williams                                                   | | Roger Williams (R)                                                                                   |                            |                                |
| Texas                | 26        | Michael C. Burgess (R)       | Ernest Lineberger III - 35,6%                                                            | Brandon Gill - 62,1%                                             | Phil Gray (L) - 2,3%                                                                                     | Brandon Gill (R)                                                                                     |                            |                                |
| Texas                | 27        | Michael Cloud (R)            | Tanya Lloyd - 33,9%                                                                      | Michael Cloud - 66,1%                                            | | Michael Cloud (R)                                                                                    |                            |                                |
| Texas                | 28        |                              | Henry Cuellar (D)                                                                        | Henry Cuellar - 52,4%                                            | Jay Furman - 47,6%                                                                                       | |                            | Henry Cuellar (D)              |
| Texas                | 29        | Sylvia Garcia (D)            | Sylvia Garcia - 65,2%                                                                    | Alan Garza - 34,8%                                               | | Sylvia Garcia (D)                                                                                    |                            |                                |
| Texas                | 30        | Jasmine Crockett (D)         | Jasmine Crockett - 84,9%                                                                 | -                                                                | Jrmar Jefferson (L) - 15,1%                                                                              | Jasmine Crockett (D)                                                                                 |                            |                                |
| Texas                | 31        |                              | John Carter (R)                                                                          | Stuart Whitlow - 35,5%                                           | John Carter - 64,5%                                                                                      | |                            | John Carter (R)                |
| Texas                | 32        |                              | Colin Allred (D)                                                                         | Julie Johnson - 60,3%                                            | Darrell Day - 37,1%                                                                                      | Kevin Hale (L) - 2,6%                                                                                |                            | Julie Johnson (D)              |
| Texas                | 33        | Marc Veasey (D)              | Marc Veasey - 68,7%                                                                      | Patrick Gillespie - 31,3%                                        | | Marc Veasey (D)                                                                                      |                            |                                |
| Texas                | 34        | Vicente González (D)         | Vicente González - 51,3%                                                                 | Mayra Flores - 48,7%                                             | | Vicente González (D)                                                                                 |                            |                                |
| Texas                | 35        | Greg Casar (D)               | Greg Casar - 67,4%                                                                       | Steven Wright - 32,6%                                            | | Greg Casar (D)                                                                                       |                            |                                |
| Texas                | 36        |                              | Brian Babin (R)                                                                          | Dayna Steele - 30,6%                                             | Brian Babin - 69,4%                                                                                      | |                            | Brian Babin (R)                |
| Texas                | 37        |                              | Lloyd Doggett (D)                                                                        | Lloyd Doggett - 74,2%                                            | Jenny Garcia Sharon - 23,6%                                                                              | Girish Altekar (L) - 2,2%                                                                            |                            | Lloyd Doggett (D)              |
| Texas                | 38        |                              | Wesley Hunt (R)                                                                          | Melissa McDonough - 37,1%                                        | Wesley Hunt - 62,9%                                                                                      | |                            | Wesley Hunt (R)                |
| Utah                 | 1         | Blake Moore (R)              | Bill Campbell - 32,1%                                                                    | Blake Moore - 63,1%                                              | Daniel Cottam (L) - 4,8%                                                                                 | Blake Moore (R)                                                                                      |                            |                                |
| Utah                 | 2         | Celeste Maloy (R)            | Nathaniel Woodward - 34,2%                                                               | Celeste Maloy - 58,0%                                            | Cassie Easley (C) - 5,6% Tyler Murset (I) - 2,2%                                                         | Celeste Maloy (R)                                                                                    |                            |                                |
| Utah                 | 3         | John Curtis (R)              | Glenn Wright - 33,6%                                                                     | Mike Kennedy - 66,4%                                             | | Mike Kennedy (R)                                                                                     |                            |                                |
| Utah                 | 4         | Burgess Owens (R)            | Katrina Fallick-Wang - 30,2%                                                             | Burgess Owens - 63,4%                                            | Vaughn Cook - 4,8% Evan Bullard (I) - 1,6%                                                               | Burgess Owens (R)                                                                                    |                            |                                |
| Vermont              | Unico     |                              | Becca Balint (D)                                                                         | Becca Balint - 62,4%                                             | Mark Coester - 29,9%                                                                                     | Adam Ortiz (I) - 5,5% Jill Diamondstone - 2,2%                                                       |                            | Becca Balint (D)               |
| Virginia             | 1         |                              | Rob Wittman (R)                                                                          | Leslie Mehta - 43,3%                                             | Rob Wittman - 56,7%                                                                                      | |                            | Rob Wittman (R)                |
| Virginia             | 2         | Jen Kiggans (R)              | Missy Cotter Smasal - 46,8%                                                              | Jen Kiggans - 51,0%                                              | Robert Reid (I) - 2,2%                                                                                   | Jen Kiggans (R)                                                                                      |                            |                                |
| Virginia             | 3         |                              | Bobby Scott (D)                                                                          | Bobby Scott - 69,9%                                              | John Sitka - 30,1%                                                                                       | |                            | Bobby Scott (D)                |
| Virginia             | 4         | Jennifer McClellan (D)       | Jennifer McClellan - 67,0%                                                               | Bill Moher - 33,0%                                               | | Jennifer McClellan (D)                                                                               |                            |                                |
| Virginia             | 5         |                              | Bob Good (R)                                                                             | Gloria Witt - 42,3%                                              | John McGuire - 57,7%                                                                                     | |                            | John McGuire (R)               |
| Virginia             | 6         | Ben Cline (R)                | Ken Mitchell - 34,5%                                                                     | Ben Cline - 63,6%                                                | Robby Wells (I) - 1,9%                                                                                   | Ben Cline (R)                                                                                        |                            |                                |
| Virginia             | 7         |                              | Abigail Spanberger (D)                                                                   | Eugene Vindman - 51,1%                                           | Derrick Anderson - 48,9%                                                                                 | |                            | Eugene Vindman (D)             |
| Virginia             | 8         | Don Beyer (D)                | Don Beyer - 71,9%                                                                        | Jerry Torres - 34,8%                                             | David Kennedy (I) - 2,4% Bentley Hensel (I) - 0,9%                                                       | Don Beyer (D)                                                                                        |                            |                                |
| Virginia             | 9         |                              | Morgan Griffith (R)                                                                      | Karen Baker - 27,1%                                              | Morgan Griffith - 72,9%                                                                                  | |                            | Morgan Griffith (R)            |
| Virginia             | 10        |                              | Jennifer Wexton (D)                                                                      | [Suhas Subramanyam - 52,1%                                       | Mike Clancy - 47,9%                                                                                      | |                            | Suhas Subramanyam (D)          |
| Virginia             | 11        | Gerry Connolly (D)           | Gerry Connolly - 66,8%                                                                   | Mike Van Meter - 33,2%                                           | | Gerry Connolly (D)                                                                                   |                            |                                |
| Virginia Occidentale | 1         |                              | Carol Miller (R)                                                                         | Chris Reed - 26,2%                                               | Carol Miller - 66,4%                                                                                     | Wes Holden (I) - 7,4%                                                                                |                            | Carol Miller (R)               |
| Virginia Occidentale | 2         | Alex Mooney (R)              | Steven Wendelin - 29,2%                                                                  | Riley Moore - 70,8%                                              | | Riley Moore (R)                                                                                      |                            |                                |
| Washington           | 1         |                              | Suzan DelBene (D)                                                                        | Suzan DelBene - 63,2%                                            | Jeb Brewer - 36,8%                                                                                       | |                            | Suzan DelBene (D)              |
| Washington           | 2         | Rick Larsen (D)              | Rick Larsen - 64,0%                                                                      | Cody Hart - 36,0%                                                | | Rick Larsen (D)                                                                                      |                            |                                |
| Washington           | 3         | Marie Gluesenkamp Perez (D)  | Marie Gluesenkamp Perez - 51,9%                                                          | Joe Kent - 48,1%                                                 | | Marie Gluesenkamp Perez (D)                                                                          |                            |                                |
| Washington           | 4         |                              | Dan Newhouse (R)                                                                         | -                                                                | Dan Newhouse - 53,0% Jerrod Sessler - 47,0%                                                              | |                            | Dan Newhouse (R)               |
| Washington           | 5         | Cathy McMorris Rodgers (R)   | Carmela Conroy - 39,3%                                                                   | Michael Baumgartner - 60,7%                                      | | Michael Baumgartner (R)                                                                              |                            |                                |
| Washington           | 6         |                              | Derek Kilmer (D)                                                                         | Emily Randall - 56,8%                                            | Drew MacEwen - 43,2%                                                                                     | |                            | Emily Randall (D)              |
| Washington           | 7         | Pramila Jayapal (D)          | Pramila Jayapal - 84,2%                                                                  | Dan Alexander - 15,8%                                            | | Pramila Jayapal (D)                                                                                  |                            |                                |
| Washington           | 8         | Kim Schrier (D)              | Kim Schrier - 54,1%                                                                      | Carmen Goers - 45,9%                                             | | Kim Schrier (D)                                                                                      |                            |                                |
| Washington           | 9         | Adam Smith (D)               | Adam Smith - 66,9% Melissa Chaudhry - 33,1%                                              | -                                                                | | Adam Smith (D)                                                                                       |                            |                                |
| Washington           | 10        | Marilyn Strickland (D)       | Marilyn Strickland - 58,7%                                                               | Don Hewett - 41,3%                                               | | Marilyn Strickland (D)                                                                               |                            |                                |
| Wisconsin            | 1         |                              | Bryan Steil (R)                                                                          | Peter Barca - 43,9%                                              | Bryan Steil - 54,1%                                                                                      | Chester Todd (V) - 2,1%                                                                              |                            | Bryan Steil (R)                |
| Wisconsin            | 2         |                              | Mark Pocan (D)                                                                           | Mark Pocan - 70,1%                                               | Erik Olsen - 29,9%                                                                                       | |                            | Mark Pocan (D)                 |
| Wisconsin            | 3         |                              | Derrick Van Orden (R)                                                                    | Rebecca Cooke - 28,6%                                            | Derrick Van Orden - 51,4%                                                                                | |                            | Derrick Van Orden (R)          |
| Wisconsin            | 4         |                              | Gwen Moore (D)                                                                           | Gwen Moore - 74,9%                                               | Tim Rogers - 22,5%                                                                                       | Robert Raymond (I) - 2,6%                                                                            |                            | Gwen Moore (D)                 |
| Wisconsin            | 5         |                              | Scott L. Fitzgerald (R)                                                                  | Ben Steinhoff - 35,5%                                            | Scott Fitzgerald - 64,5%                                                                                 | |                            | Scott L. Fitzgerald (R)        |
| Wisconsin            | 6         | Glenn Grothman (R)           | John Zarbano - 38,9%                                                                     | Glenn Grothman - 61,1%                                           | | Glenn Grothman (R)                                                                                   |                            |                                |
| Wisconsin            | 7         | Tom Tiffany (R)              | Kyle Kilbourn - 36,4%                                                                    | Tom Tiffany - 63,6%                                              | | Tom Tiffany (R)                                                                                      |                            |                                |
| Wisconsin            | 8         | Mike Gallagher (R)           | Kristin Lyerly - 42,6%                                                                   | Tony Wied - 57,4%                                                | | Tony Wied (R)                                                                                        |                            |                                |
| Wyoming              | Unico     | Harriet Hageman (R)          | Kyle Cameron - 23,4%                                                                     | Harriet Hageman - 71,0%                                          | Richard Brubake (L) - 3,5% Jeffrey Haggit (C) - 2,1%                                                     | Harriet Hageman (R)                                                                                  |                            |                                |

### Elezioni speciali
Di seguito il riepilogo delle elezioni speciali relativa a seggi della Camera:
| Distretto     | Data         | Motivo                        | Deputato uscente       | Deputato uscente         | Democratici                           | Repubblicani                              | Altri                                                 | Deputato eletto | Deputato eletto     |
| ------------- | ------------ | ----------------------------- | ---------------------- | ------------------------ | ------------------------------------- | ----------------------------------------- | ----------------------------------------------------- | --------------- | ------------------- |
| New York 3    | 13 febbraio  | Espulsione (1º dicembre 2023) |                        | George Santos (R)        | Tom Suozzi - 53,9%                    | Mazi Melesa Pilip - 45,9%                 |                                                       |                 | Tom Suozzi (D)      |
| New York 27   | 30 aprile    | Dimissioni (2 febbraio 2024)  |                        | Brian Higgins (D)        | Tim Kennedy - 68,5%                   | Gary Dickson - 31,3%                      |                                                       | Tim Kennedy (D) |                     |
| California 20 | 21 maggio    | Dimissioni (31 dicembre 2023) |                        | Kevin McCarthy (R)       | -                                     | Vince Fong - 60,6% Mike Boudreaux - 39,4% |                                                       |                 | Vince Fong (R)      |
| Ohio 6        | 11 giugno    | Dimissioni (21 gennaio 2024)  | Bill Johnson (R)       | Michael Kripchak - 45,3% | Michael Rulli - 54,6%                 |                                           | Michael Rulli (R)                                     |                 |                     |
| Colorado 4    | 25 giugno    | Dimissioni (22 marzo 2024)    | Ken Buck (R)           | Trisha Calvarese - 34,4% | Greg Lopez - 58,4%                    |                                           | Greg Lopez (R)                                        |                 |                     |
| New Jersey 10 | 18 settembre | Morte (24 aprile 2024)        |                        | Donald Payne, Jr. (D)    | LaMonica McIver - 81,4%               | Carmen Bucco - 15,6%                      | Russell Jenkins (I) - 1,6% Rayfield Morton (I) - 1,4% |                 | LaMonica McIver (D) |
| Texas 18      | 5 novembre   | Morte (19 luglio 2024)        | Sheila Jackson Lee (D) | Erica Lee Carter - 67,9% | Maria Dunn - 22,3% Kevin Dural - 9,9% |                                           | Erica Lee Carter (D)                                  |                 |                     |
| Wisconsin 8   | 5 novembre   | Dimissioni (24 aprile 2024)   |                        | Mike Gallagher (R)       | Kristin Lyerly - 42,6%                | Tony Wied - 57,4%                         |                                                       |                 | Tony Wied (R)       |